# Cuisine lyonnaise
Vous lisez un « bon article » labellisé en 2008.
La cuisine lyonnaise est une cuisine traditionnelle régionale de la ville de Lyon, ainsi que la région traditionnelle du Lyonnais. Elle fait partie de la cuisine française. La cuisine lyonnaise, située au carrefour de traditions culinaires régionales, tire depuis des générations le meilleur parti des ressources agricoles des alentours : élevages de la Bresse et du Charolais, gibier de la Dombes, poissons des lacs savoyards, légumes et fruits primeurs de la Drôme (Dauphiné), du Vivarais et du Forez, vins de Bourgogne, du Beaujolais et de la vallée du Rhône.
Au XIXe siècle, les cuisinières de la bourgeoisie, surnommées les « mères » lyonnaises, quittent leur maison pour se mettre à leur compte et donnent naissance à des traditions culinaires toujours vivaces. En 1935, le gastronome Curnonsky n'hésite pas à qualifier la ville de Lyon de « capitale mondiale de la gastronomie,  ». Au XXIe siècle, la cuisine lyonnaise, qui défend une image de simplicité et de qualité, se vend aussi bien en France qu'à l'étranger. Avec plus de mille lieux, Lyon possède l'une des plus grandes concentrations de restaurants par habitant en France : les typiques « bouchons » voisinent avec les restaurants gastronomiques tenus par des chefs étoilés, parmi lesquels le renommé Paul Bocuse.

## Histoire

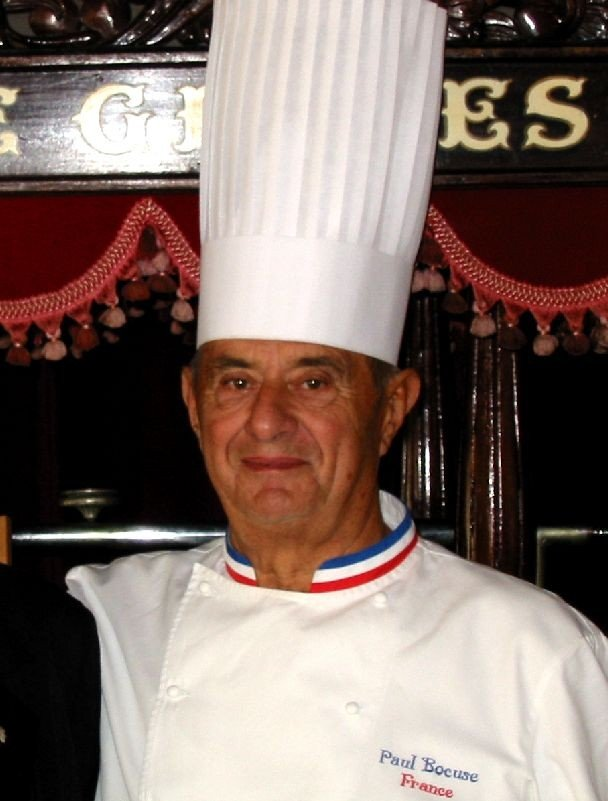
Paul Bocuse, emblème international de Lyon, de la cuisine lyonnaise, et de la cuisine française.

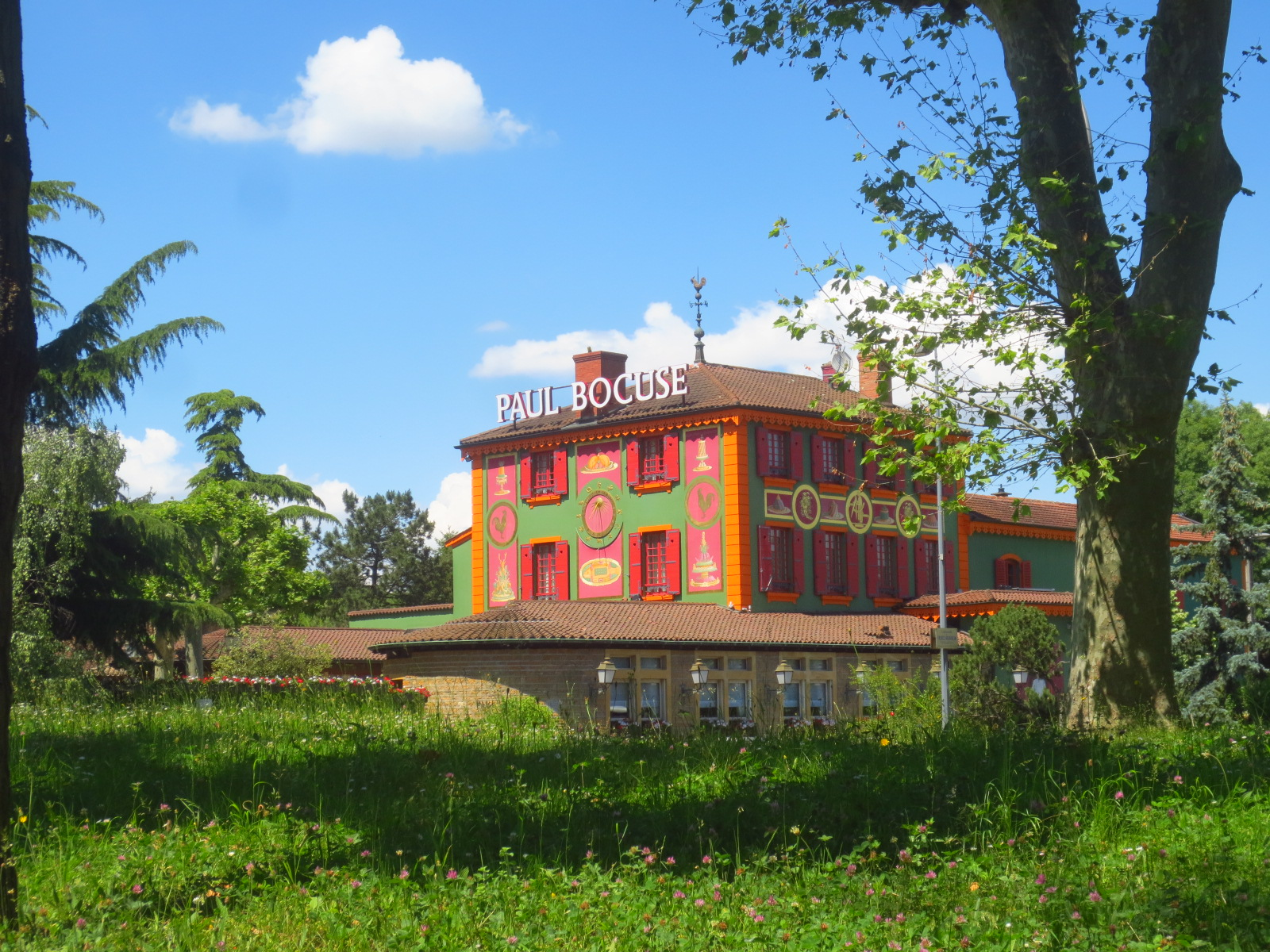
L'Auberge du Pont de Collonges, de Paul Bocuse.

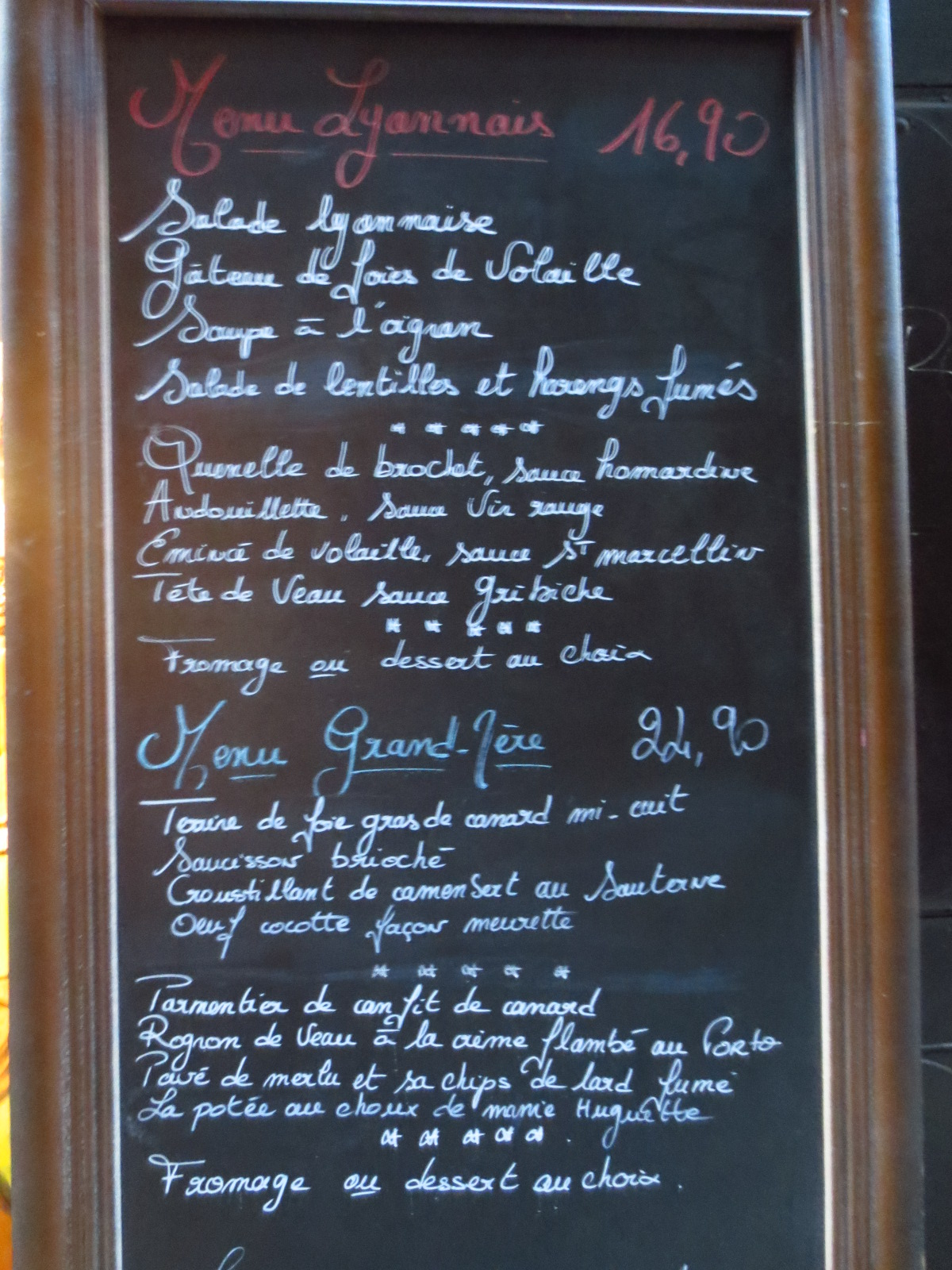
Exemple de menu typique de bouchons lyonnais.

L'histoire de la cuisine lyonnaise commence dès l'Antiquité. À l'époque Lugdunum, capitale des Trois Gaules, détient le monopole du commerce du vin. L'huile et la saumure sont importées d'Afrique et de Bétique, dans le sud de l'Espagne. Le commerce du vin est même attesté bien avant l'arrivée des colons romains dans la région : l'existence d'un commerce au IIe siècle av. J.-C. est certifié dans la plaine alluviale de Vaise. Des vins italiques de la côte tyrrhénienne sont également présents.
Une nouvelle population romaine aux goûts méditerranéens amène, avec la fondation en 43 av. J.-C., de nouveaux produits vivriers et de nouvelles habitudes : les vins d'Italie cèdent la place aux vins grecs, vins de Rhodes, de Cnide, de Cos, et également, le vin de Chios, réputé pour être le plus cher et le plus luxueux et les vins de Tarraconaise. Au cours du Ier siècle, la provenance des vins s'élargit (Crète, côte levantine) mais devient gauloise, en plus du vin des provinces africaines qui fait son apparition à la fin du IIe siècle (Maurétanie césarienne et Afrique, l'actuelle Tunisie). On trouve enfin au cours des IVe et Ve siècles, des vins orientaux, notamment des amphores de Gaza. Un cuisinier de Lugdunum est ainsi connu : Septimanus. Il avait son auberge à l'emplacement de l'actuelle rue Sainte-Hélène : il savait manifestement donner au cochon le goût du gibier à poils ou à plumes.
À la Renaissance, on distingue la cuisine dite « bourgeoise » de la cuisine populaire, qui accommode les abats, alors considérés comme « bas morceaux », parmi lesquels les « tripes » immortalisées par François Rabelais au début de son Gargantua. Gargamelle donne naissance à son fils Gargantua après avoir mangé « grand planté de tripes ».
La première édition de Pantagruel, publiée à Lyon en 1532 avant Gargantua, est inspirée des aventures à caractère comique que l'écrivain raconte aux malades de l'hôtel-Dieu de Notre-Dame de la Pitié du Pont-du-Rhône, à Lyon, où il est médecin ; inspiré, dit-on, du comportement des Lyonnais. Il évoque encore la cuisine lyonnaise en citant une liste de plats cuisinés, de charcuteries, de fromages : « saucissons, cervelas, jambons, andouilles, hures de sangliers, gigots à l'aillade, fressures, fricandeaux, gras chapons au “blanc mangier, hochepots, carbonades, cabirotades, hastereaux”, gibiers à poil et à plumes, “esclanches” (gigot farci), carpes farcies, “lavarets”, recuites (fromages aromatisés avec des feuilles de pêcher), “craquelins” et macarons (pâtisseries sèches), pâtes de fruit, bugnes, etc.. »
Érasme (1469-1536), humaniste hollandais de la Renaissance, loue les cuisiniers de la ville : « On n'est pas mieux traité chez soi qu'on ne l'est à Lyon dans une hôtellerie. La mère de famille arrive d'abord pour vous saluer, nous priant d'être de bonne humeur et d'agréer de qu'on vous servira. La table est en vérité somptueuse. » La ville possède des quartiers spécialisés dans le traitement de certaines denrées comme en témoignent, encore aujourd'hui, des noms de lieu : rue de la Fromagerie, rue de la Poulaillerie, rue Mercière, etc. La tradition culinaire italienne arrive au début du XVIIe siècle quand, en 1600, le mariage du roi Henri IV avec l'Italienne Marie de Médicis est célébré à Lyon : la nouvelle reine de France apporte « entre autres, l'artichaut que les Lyonnais ont marié avec le foie gras ».
C'est au XVIIIe siècle que les glaces sont introduites à Lyon par l'Italien Spreafico, au moment où la réputation culinaire de Lyon naît véritablement avec la publication d'un poème de Joseph de Berchoux. Ce Roannais, né en 1760, est installé à Lyon vers 1770. Son œuvre, Gastronomie ou l'homme des champs à table, traduite en plusieurs langues, introduit l'idée du « bien manger » à la française et rend universel le terme de gastronomie. Il précède Brillat-Savarin et Grimod de la Reynière qui vont perpétuer cet éloge de l'art de bien manger, cet art propre à l'individualisme bourgeois, caractéristique de la société française du XIXe siècle. Berchoux place la ville au centre de la gastronomie française :

« Voulez-vous réussir dans l'art de que je professe ?

Ayez un bon château dans l'Auvergne ou la Bresse,

Ou plutôt près de lieux où Lyon voit passer

Deux fleuves amoureux tout prêts à s'embrasser ;

Vous vous procurerez sous ce ciel favorable

Tout ce qui peut servir aux douceurs de la table. »

Le livre de Amable Leroy, La Cuisinière bourgeoise, publié en 1783, invente et immortalise les recettes qui vont faire le succès de la cuisine lyonnaise. Dans les dernières années du XVIIIe siècle, les premiers restaurants, au sens moderne du terme, apparaissent. Il y a ainsi le Déduit, situé sur le haut de la rue Romarin, connu pour sa tête de veau, dite « à la Déduit ». C'est également à cette même période que les mères lyonnaises apparaissent. Elles évincent maîtres-queux et « chairs-cuitiers » (charcutiers). La première à ouvrir un établissement est la mère Brigousse en 1759. Elle devient célèbre avec sa façon de préparer le brochet.

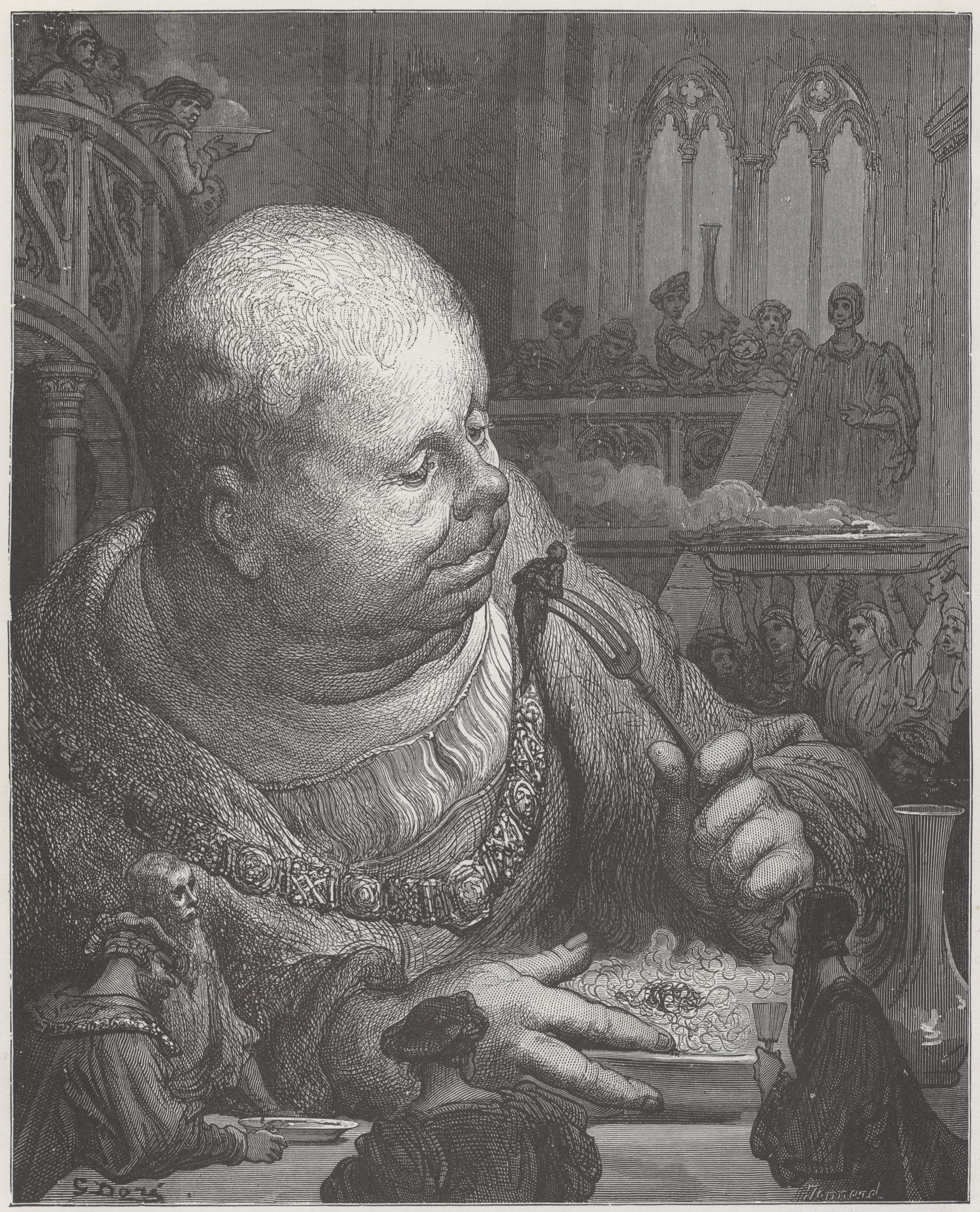
Gargantua et les pèlerins mangés en salade, de François Rabelais, illustration de Gustave Doré, 1873.

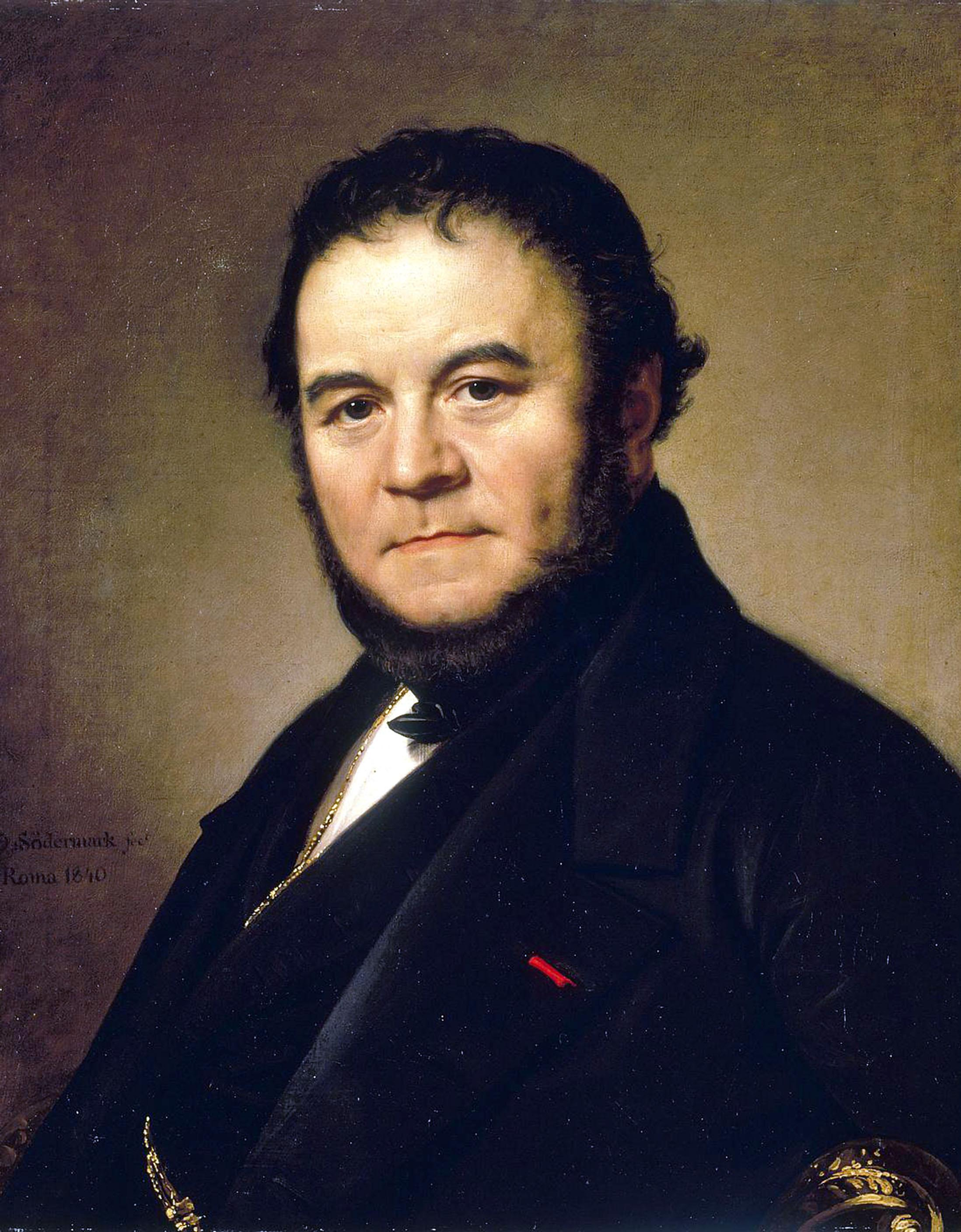
Stendhal.

En 1816, le poète Joanny Carmouche, membre de la Société épicurienne de Lyon qui réunit les fins gourmets, laisse ces vers :

« Les desserts se mangent,

Les couverts se rangent,

Les femmes s'arrangent…

Au quai, l'on arrive,

Un marmot s'esquive

(sans payer le pont !)

Très loin de Rivière,

La classe ouvrière

Rôtir des poulets…

Mais chacun demande :

Quelle est cette bande

Que Bacchus commande ?

— Ce sont des vauriens,

Fuyant la rivière,

Qui, là, chez Rivière,

Tous les mois vont faire

Les Épicuriens. »

Stendhal, de passage à Lyon en 1837, évoque la cuisine lyonnaise :

« Je ne connais qu'une chose que l'on fasse très bien à Lyon, on y mange admirablement, et, selon moi, mieux qu'à Paris. Les légumes surtout y sont divinement apprêtés. À Londres, j'ai appris que l'on cultive vingt-deux espèces de pommes de terre ; à Lyon, j'ai vu vingt-deux manières différentes de les apprêter, et douze au moins de ces manières sont inconnues à Paris. »

Les mères lyonnaises deviennent si célèbres que le gastronome Maurice Edmond Sailland, alias Curnonsky, qui vient passer plusieurs semaines chaque hiver à Lyon déclare, en 1934, depuis le restaurant Vettard, « Lyon, capitale de la gastronomie ». Cette déclaration intervient pendant les journées de la cuisine lyonnaise, auxquels participent gens de plumes et gastronomes et l'idée se répand et devient rapidement une des composantes de l'image que les Lyonnais vont donner à leur ville. Ce gastronome appuie son raisonnement sur plusieurs points : dans ses valeurs, la cuisine lyonnaise reflète les valeurs de la société locale et notamment sa simplicité, ce qui apparaît encore dans le discours de Paul Bocuse, son honnêteté, dans le respect du goût des aliments : « C'est cette probité, ce goût de la mesure, que j'aime à retrouver dans l'honnête et saine cuisine lyonnaise. » Bernard Poche, dans son ouvrage, Lyon, tel qu'il s'écrit ? Romanciers et essayistes lyonnais 1860-1940, conclut sur le fait que le bien manger touche toutes les couches de la population de la ville : au XIXe siècle, la marionnette Guignol, le célèbre canut, conclut souvent ses pièces par la perspective d'un « fricot chenu », un bon repas, tandis que les romans valorisent ou se moquent de la gourmandise légendaire du bourgeois lyonnais.

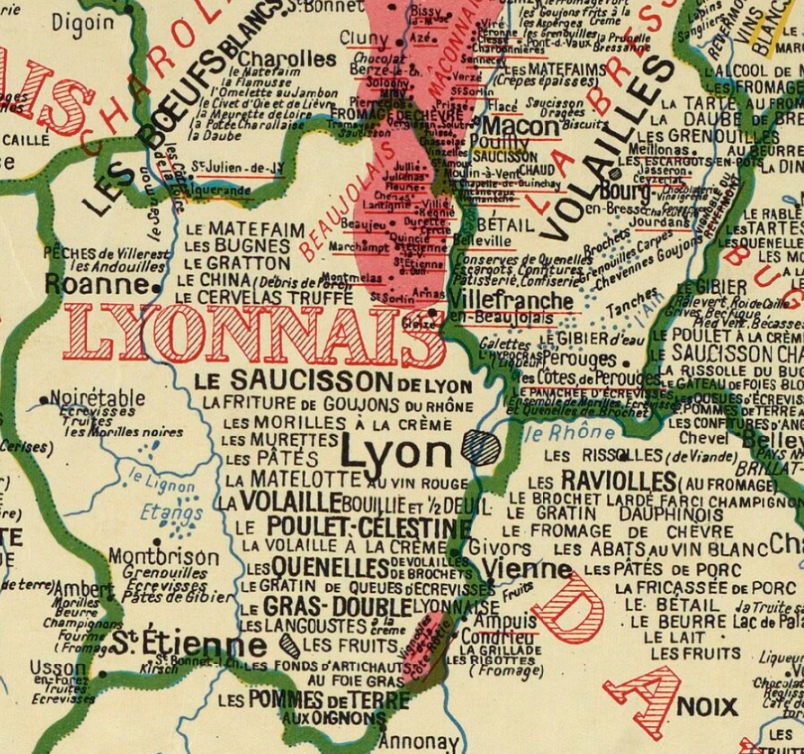
Quelques spécialités lyonnaises figurant sur la Carte gastronomique de la France, d'Alain Bourguignon de 1929.

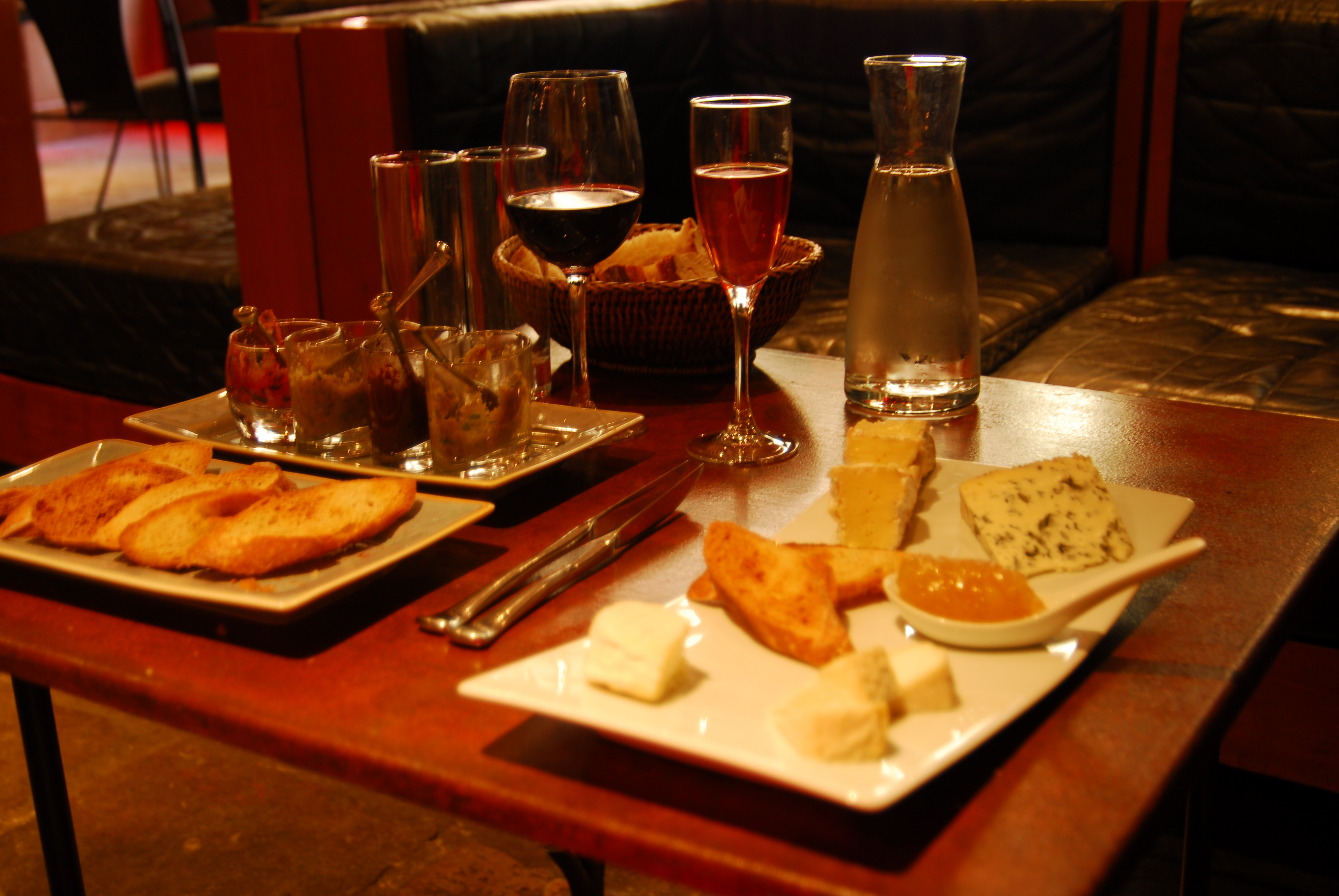
La Tour Rose, bar-café de Philippe Chavent, inspiré par le nom du monument du même nom dans le Vieux-Lyon.

Devenue chasse gardée des mères lyonnaises, la tradition culinaire s'est de nouveau transmise aux hommes. Fernand Point, pionnier de la gastronomie française, est le premier chef à obtenir trois étoiles au Guide Michelin, en 1933, pour son restaurant La Pyramide, à Vienne. La même année, Eugénie Brazier (1895-1977), devient célèbre quand ses deux restaurants du 12, de la rue Royale à Lyon et du col de la Luère à Pollionnay, obtiennent trois étoiles au Guide Michelin jusqu'en 1968. Elle a Paul Bocuse comme apprenti, qui obtient également trois étoiles dès 1965. Tri-étoilé jusqu’en 2020, le célèbre cuisinier est élu cuisinier du siècle par Gault-Millau en 1989. Alain Chapel obtient trois étoiles pour son restaurant à Mionnay dans l'Ain, de 1973 à 1990, année de son décès.
Aujourd'hui, la cuisine lyonnaise est toujours vivante chez les incontournables Pierre Orsi (une étoile) à Lyon, Christian Têtedoie (une étoile), Alain Alexanian héritier de la mère Castaing, chef de L’Alexandrin (une étoile, restaurant cédé en 2007), Mathieu Viannay, héritier de la mère Brazier (deux étoiles) à Lyon, le Jean Brouilly (une étoile), à Tarare et Guy Lassausaie (deux étoiles), à Chasselay.
Au tournant du siècle, la cuisine perd deux têtes célèbres. Philippe Chavent, ancien chef de La Tour Rose, pose sa toque. Jean-Paul Lacombe, chef propriétaire du restaurant Léon de Lyon, quasi-institutionnel, renonce à ses deux étoiles en 2008 pour se recentrer sur une cuisine dite « de bistrot ». La cuisine lyonnaise s'illustre désormais avec les étoiles montantes de la gastronomie : Philippe Gauvreau, chef du restaurant La Rotonde (deux étoiles depuis 2002) à Charbonnières-les-Bains, Jean-Christophe Ansanay-Alex, chef de l’Auberge de l'Île Barbe (deux étoiles). Le chef Nicolas Le Bec, dont le restaurant de la rue Grolée à Lyon avait gagné deux étoiles en 2004 et 2007, décide de partir pour poursuivre son aventure à Paris en 2008. Enfin, il faut mentionner les chefs rhônalpins Anne-Sophie Pic (à Valence), Marc Veyrat (chef très itinérant, qui fut triplement « étoilé » par le Michelin rouge), Georges Blanc (à Vonnas dans l’Ain, créateur de nombreuses succursales), la dynastie Troisgros (à Roanne).

## Terroirs et influences

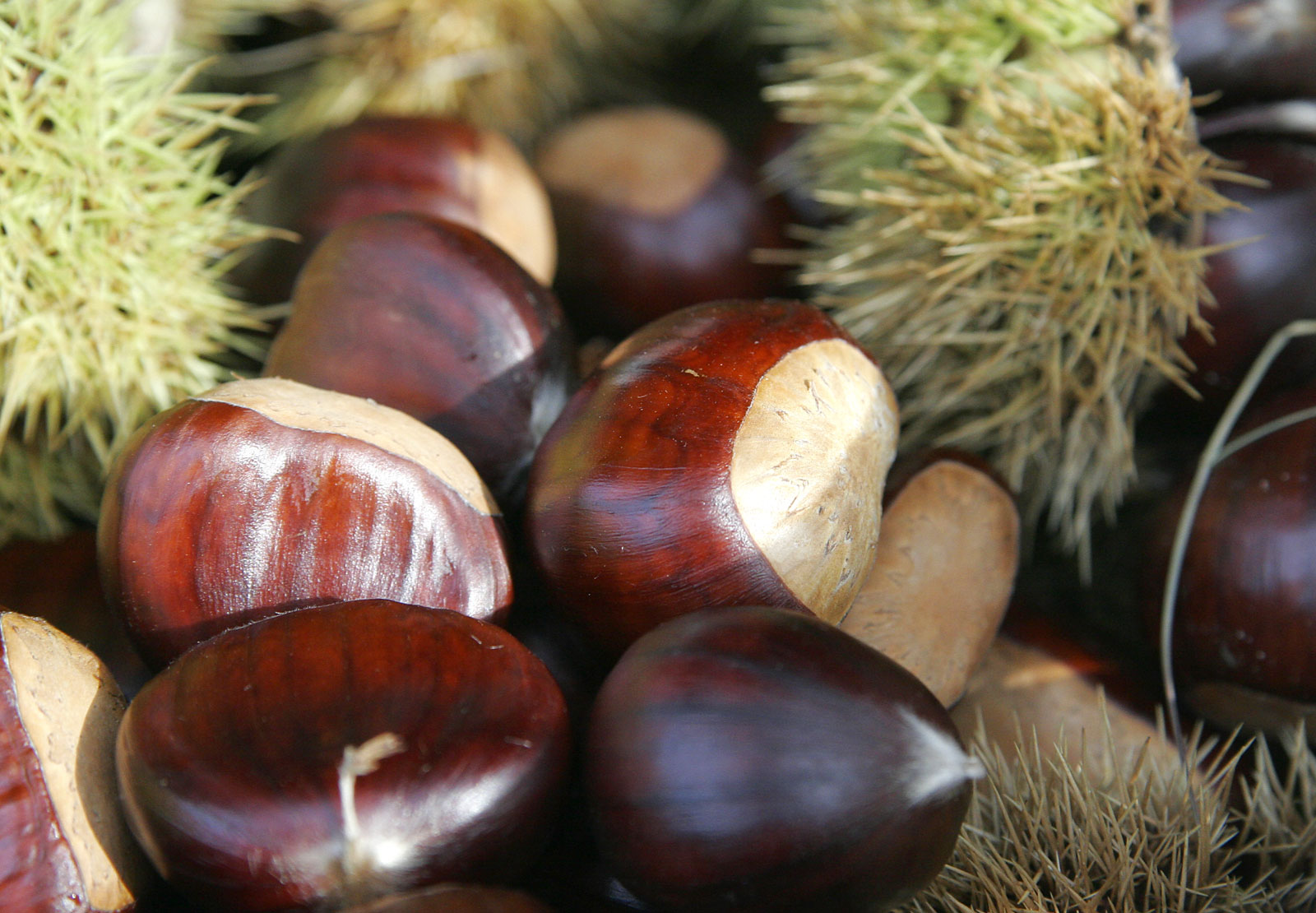
La châtaigne, ou marron, est une production agricole ardéchoise qui rentre dans la composition d'un plat de Noël, la dinde aux marrons.

La cuisine lyonnaise se situe au carrefour de deux courants d'influences majeurs : celui du Sud, provençal et méditerranéen ; celui du Nord, lorrain et alsacien. Chaque cuisine apporte ses caractéristiques : emploi de beurre et de crème du Nord, légume primeurs et huile d'olive du Sud. De plus, Lyon est, au début de la Renaissance, un des centres européens du commerce des épices importées d'Orient par les négociants italiens.
On peut distinguer plusieurs terroirs autour de Lyon, dont les populations paysannes apportent le meilleur de leur savoir-faire. Au nord-est, la Bresse pour les volailles, dont l'appellation d'origine contrôlée date de 1957, les gaudes, grains de maïs dont on fait une soupe, la soupe de farine jaune, alors que le Bugey voisin, outre son vin, apporte ses écrevisses. Pêchées dans le lac de Nantua, elles servent de base à une sauce qui accompagne les quenelles, la sauce Nantua. La Dombes est un ensemble géographique qui compte plus de mille étangs. Creusés par les moines au Moyen Âge, ils servent à la pisciculture : brochet, tanche, sandre, carpe, grenouille. Au nord, les éleveurs du Charolais fournissent la viande de bœuf, tandis que les pêcheurs de la Saône délivrent leur friture. Et au-delà, le Beaujolais, dont le vignoble inspire Léon Daudet dans sa maxime qui évoque qu'à Lyon coulent trois fleuves : le Rhône, la Saône… et le beaujolais.
À l'ouest, les élevages des monts du Lyonnais sont à l'origine des charcuteries et salaisons appelées cochonnailles lyonnaises et produits fermiers : saucissons sec ou à cuire, pieds de cochon, rosette et jésus, couenne, jambon, filet mignon, terrines et pâtés de campagne, grattons, fromages ou rigottes : rigotte de Pélussin, de Condrieu ou, plus généralement, petits fromages fermiers au lait de vache ou de chèvre. Dans les marchés lyonnais, il est fréquent de rencontrer les agriculteurs producteurs venus de cette région, dont l'activité principale est le maraîchage. La commune de Thurins revendique, par exemple, le titre de capitale de la framboise.
Les cultures du sud de la région rapportent les fruits, les légumes et les vins de la vallée du Rhône. Les agriculteurs de l'Ardèche développent la culture des marrons, tandis que le Dauphiné est connu pour sa production de cochonnaille et ses fromages, comme le saint-félicien ou le saint-marcellin.

## Traditions

### Bouchons Lyonnais

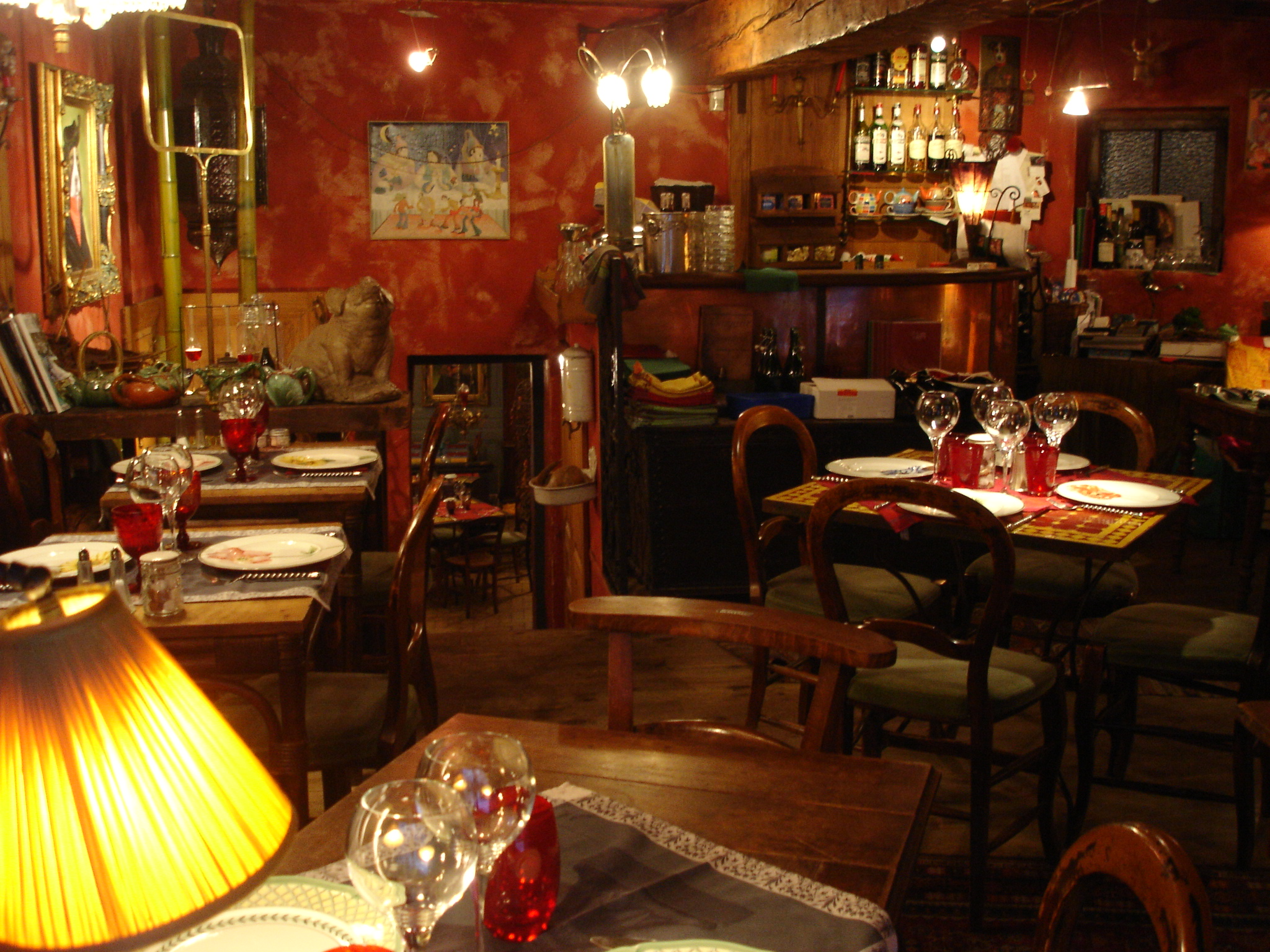
Intérieur d'un bouchon.

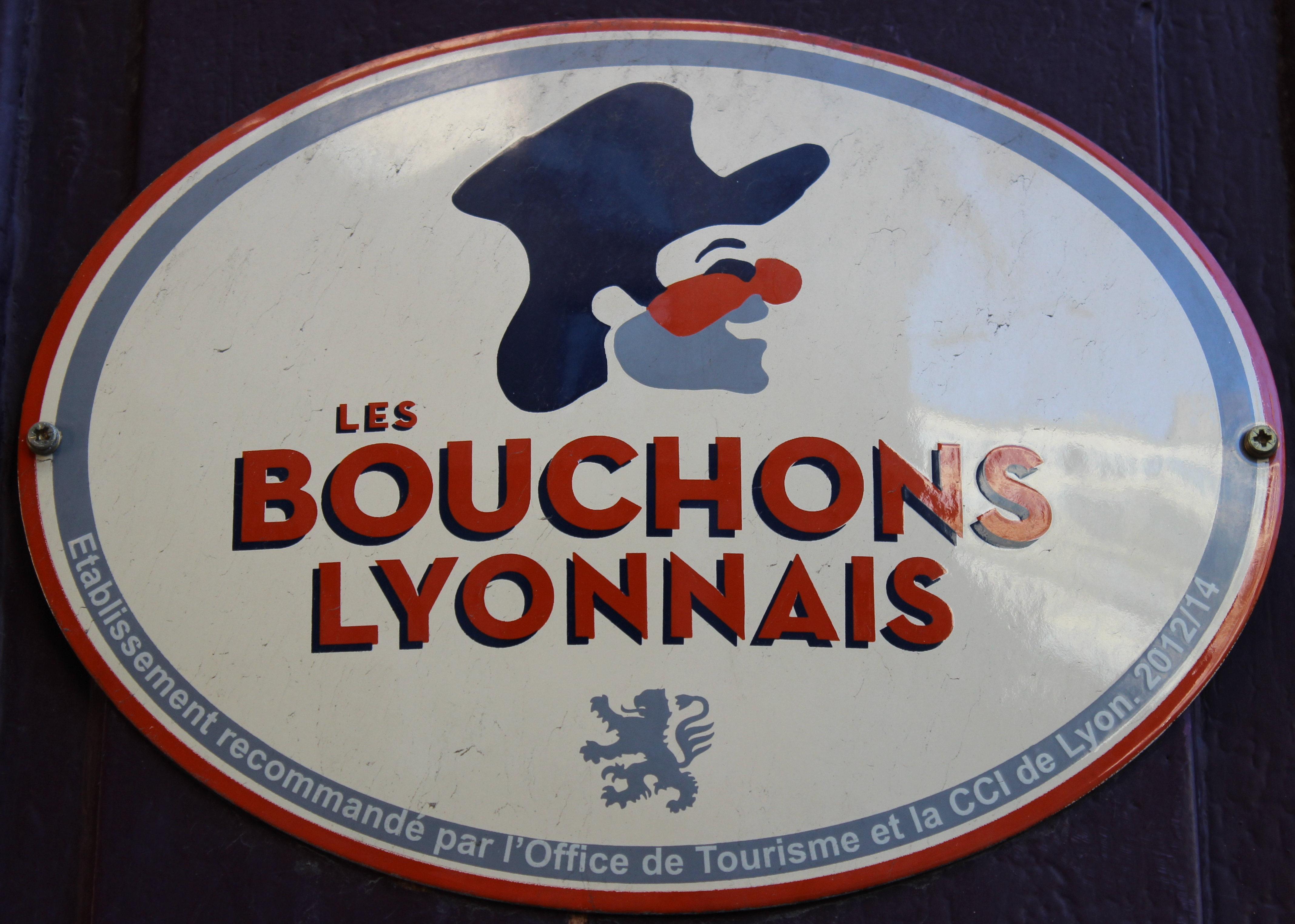
Le label Bouchons lyonnais, recommandé par l'Office de tourisme et la CCI de Lyon

Le bouchon est un restaurant typique où l'on mange des spécialités, dont le tablier de sapeur, les quenelles, la salade lyonnaise et la cervelle de canut. Le tout est généralement servi très copieusement et arrosé d’un verre de beaujolais ou de côtes-du-rhône. Cité par de nombreux auteurs, ce lieu traditionnel se doit d'être simple et convivial. Mentionnons Félix Benoit :

« Dans ces bouchons s'épanouit une ambiance qui ne souffre pas l'exportation, et dont la fortune fugace procède de critères impondérables qui tiennent à la fois de la qualité du vin servi au comptoir, de la tête du patron, et des pieds de cochon présentés sur la table ! »

Rappelons également Jean-Marie Fonteneau : « Le vrai “bouchon” se doit d'entretenir une tradition sincère de la cuisine lyonnaise, basée sur l'authenticité des produits, mais il doit aussi être un foyer d'accueil chaleureux dans la joie et la bonne humeur. »
Contrairement à ce que l'on entend, l'appellation « bouchon » ne viendrait pas du fait qu'on y « bouchonnait » (frotter avec un bouchon de paille) les chevaux des clients.
Ce nom viendrait plutôt de l’habitude qu’avaient autrefois les cabaretiers de signaler leur établissement par une botte de rameaux ou de branchages accrochée à leur porte. Nizier du Puitspelu confirme cette hypothèse dans son Littré de la Grand'Côte, en définissant le mot « bouchon » comme étant : « 1. (des) branches de pin, formant autant que possible la boule, et qu'on suspend, en guise d'enseigne à la porte des cabarets […]. Dimin. de bousche, en vieux franç. faisceau de branchage. 2. Le cabaret lui-même. – Par métonymie : de la chose pour le signe de la chose. […]. »
Depuis 1997, l'Association de défense des bouchons lyonnais décerne un label nommé « Authentiques bouchons lyonnais », afin d'identifier les établissements considérés parmi les plus typiques et les plus anciens. Les détenteurs du label se distinguent par un autocollant représentant Gnafron, un verre de vin à la main, symbole lyonnais du plaisir de la table, et une nappe à carreaux. Ils sont actuellement une vingtaine de restaurants à posséder cette griffe emblématique. Après plusieurs années de fonctionnement, l'association doit faire face aux critiques,. En 2012, la CCI de Lyon lance son propre label : « Les Bouchons Lyonnais », également illustré par un Gnafron. Parmi les restaurants détenteurs de ce nouveau label, on en retrouve certains qui étaient déjà d'« Authentiques bouchons lyonnais ».

### Mères

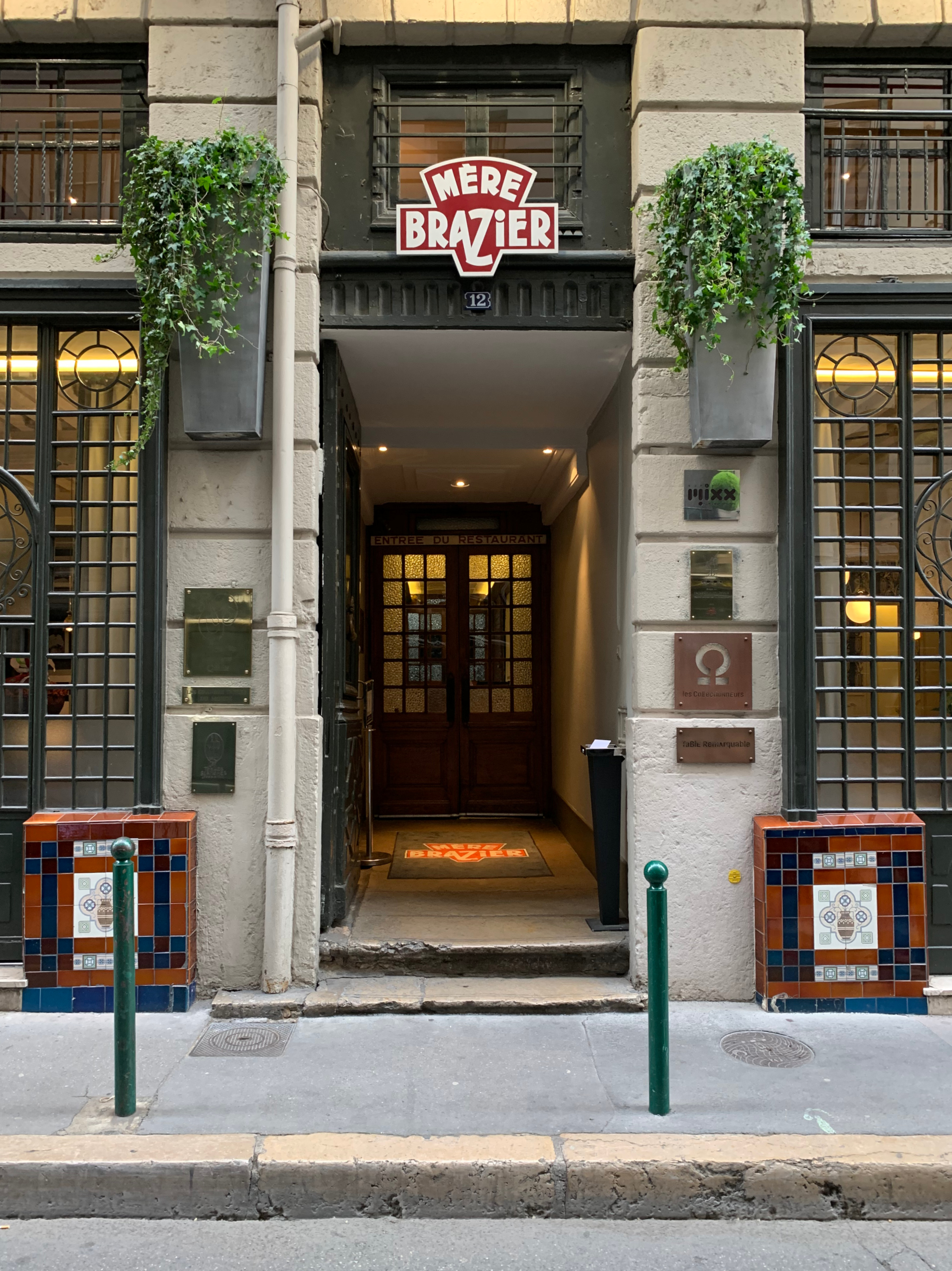
Restaurant lyonnais de la Mère Brazier, rue Royale, et rue Eugénie-Brazier (actuellement tenu par Mathieu Viannay).

L'expression « mères » lyonnaises désigne les cuisinières à l'origine de la réputation gastronomique de Lyon. Leur histoire se mêle à celle du développement du tourisme automobile (premiers guides touristiques des constructeurs, naissance de la critique gastronomique qui met à l'honneur les cuisines régionales), de la ville (Lyon est une ville industrielle où les femmes issues des milieux modestes ont l'habitude de travailler ; le maire de Lyon, Édouard Herriot, veut relancer l'activité de sa ville[pas clair]) et produit un mélange entre cuisine bourgeoise et populaire : ces femmes sont au départ les cuisinières de grandes familles bourgeoises de Lyon dont certaines décident de se mettre à leur compte dès le milieu du XVIIIe siècle. D'autres sont renvoyées après la crise économique de 1929.
Elles offrent une cuisine simple (4 ou 5 plats typiques) mais raffinée et tiennent des tables où se mêlent plaisir culinaire et convivialité soigneusement mis en scène pour lesquels des célébrités, des riches industriels et politiques viennent s'encanailler, essentiellement lors de l'âge d'or des mères dans l'entre-deux-guerres.
La première mention d'une mère date de 1759, avec la mère Guy, qui tient une guinguette sur les bords du Rhône et dont la spécialité est une matelote d'anguille. Un siècle plus tard, sa petite-fille surnommée « la Génie », est identifiée comme la mère Guy. Le tandem qu'elle forme avec sa sœur reprend les recettes de l'aïeule et la fameuse matelote d’anguille. À la même époque, la mère Brigousse obtient un certain succès dans le quartier des Charpennes (de 1830 à 1850), avec ses « tétons de Vénus », de grosses quenelles en forme de sein, mets préféré des jeunes gens venus enterrer leur vie de garçon. Au XIXe siècle, les mères lyonnaises tiennent tables ouvertes pour les compagnons du tour de France. Dès 1921, La mère Bourgeois officie à Priay, dans l'Ain, tandis que la mère Brazier devient la plus célèbre car elle est la première femme à obtenir trois étoiles au Guide Michelin en 1933, pour son restaurant ouvert rue Royale, depuis 1921. Plus tard, avec ses deux restaurants, elle totalisera six étoiles. Des personnalités de renom goûtent à sa cuisine dont le général de Gaulle et Édouard Herriot. Un de ses apprentis les plus connus était Paul Bocuse.
Parmi les plus connues, il faut citer la mère Vittet dont le célèbre restaurant voisine avec la Brasserie Georges, à proximité de la gare de Perrache. La mère Léa tenait le restaurant La Voûte, place Antonin-Gourju, à Lyon. Elle était connue pour son tablier de sapeur et son gratin de macaronis. Célèbre pour son franc parler, ses « coups de gueule », la mère Léa allait au marché saint-Antoine avec un chariot sur lequel elle avait placé une pancarte avec les mots « Attention ! Faible femme, mais forte gueule ». La mère Castaing, du Beau-Rivage, à Condrieu influencera Alain Alexanian, chef du restaurant L’Alexandrin. Citons encore la mère Fillioux qui a été la patronne de la mère Brazier, la mère Allard, la mère Pompom, la Grande Marcelle, la mère Roucou, la Tante Alice et enfin les dernières, Madame Biol (à Lyon de 1960 à 1984) et la Tante Paulette (de 1950 à 1990).

### Repas et noms de plats

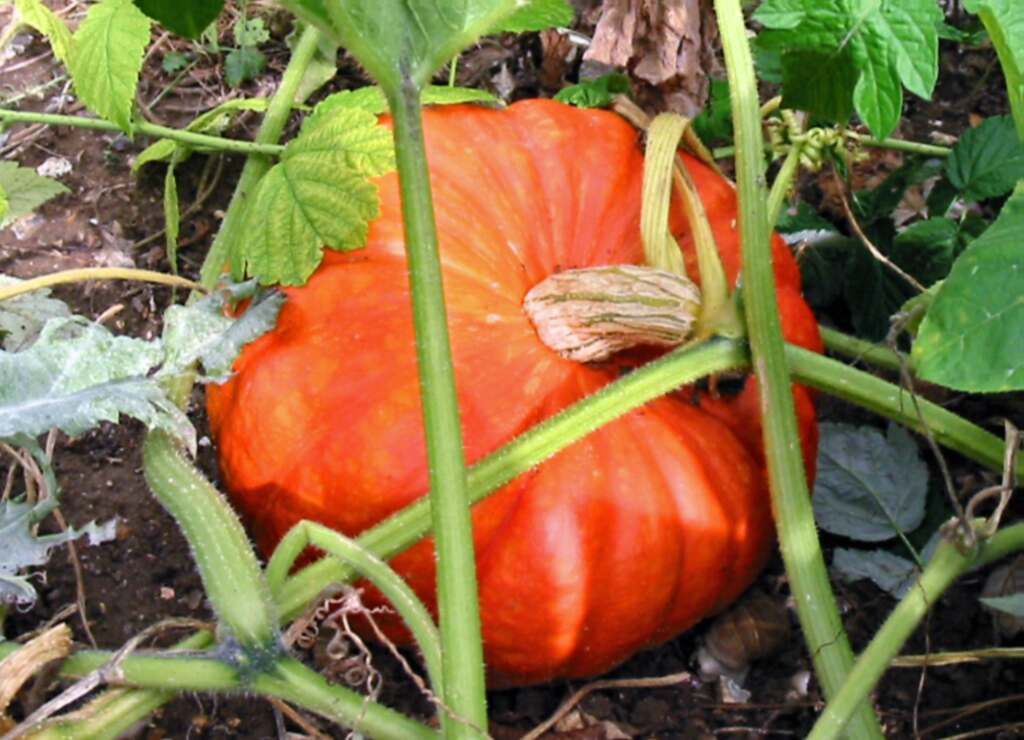
Potiron (Cucurbita maxima) ou « courle » dans le parler lyonnais.

Le mâchon, autrefois repas traditionnel du matin, est servi dans les bouchons (mais pas seulement). On peut y trouver la « cochonnaille lyonnaise », les plats à base de porc, comme le lard chaud, les grattons, le paquet de couenne (appelé ironiquement « pigeons ficelés »), le jésus et la rosette, les rillettes et les pâtés de campagne. Le tout est arrosé d'un verre de vin rouge.
Au menu du repas de Noël, figurent le chapon, ou volaille de Bresse, aux morilles et aux marrons, le gratin de cardons et la bûche aux marrons d'Ardèche et les papillotes. Le déjeuner classique du 11 novembre chez la mère Brazier comportait saucisses ou boudins grillés, garnis de « pommes fruits » sautées, rôti de porc aux marrons, babas et glace à la vanille.
Les plats portent parfois des noms issu du parler lyonnais comme les « clapotons » (pieds de mouton, comme dans l'exemple « une salade de clapotons “avè de transons de fèges”, avec des tranches de foie »), la « courge » ou la « courle » pour parler du potiron, les « barabans » pour parler des pissenlits (Taraxacum dens leonis, dit baraban, de barbanum, de barba probablement à cause de ses têtes à aigrettes poilues), les « goifons » pour parler du goujon, le « poureau » (écrit poreu en francoprovençal, et prononcé en lyonnais [puro]) qui signifie poireau, la « pourette » au lieu de la ciboule, le « cayon » est un mot directement issu du francoprovençal, et qui signifie le porc, les « hauts-goûts » au lieu des plantes aromatiques et les condiments parfumés, etc.
Le « pompier » désigne un mélange de vin, de sirop de groseille et d'eau de Seltz. L'origine purement lyonnaise est cependant mise en doute car le terme existe également à Paris. Les pommes de terre furent parfois dénommées « truffes ». Nizier du Puitspelu, dans son Littré de la Grand'Côte, publié en 1894, mentionne les « truffes en barboton », qui désignent les pommes de terre cuites à l'étuvée, recette reprise sous le titre de « barbotons de pommes de terre » dans d'autres manuels de cuisine.

### Maximes lyonnaises et autres expressions
La plaisante sagesse lyonnaise de Catherin Bugnard relate des expressions comme :
- « Au travail, on fait ce qu'on peut, mais, à table, on se force. »
- « Vaut mieux prendre chaud en mangeant que froid en travaillant. »
- citons encore Félix Benoit : « Pour que le vin fasse du bien aux femmes, faut que ce “soyent” les hommes qui le boivent[55]. »

Et pour finir, Nizier du Puitspelu :
- « Se taper le fusil » ou « se bourrer le fusil » : manger fortement comme dans l'exemple « Je “nous sons“ (me suis) tapé le fusil à en faire partir la culasse ».
- « Être plein jusqu'à la troisième capucine » : être complètement ivre. Par extension, se dit de quelqu'un qui a trop mangé. Même sens que « se taper le fusil ».
- « Vin à porte-pot » : se lit souvent sur une enseigne. Se dit du vin à emporter plutôt qu'à consommer sur place.
- « Manger à la “gogossel” » : manger sans d'autre assaisonnement que le sel.
- « Être “coufle” » : être plein, avoir trop mangé, comme dans l'exemple : « Un mari s'adresse à sa femme après le dîner : “T'esses” (Tu es) fatiguée des flageôles ? – Non, mais je suis coufle. »

### Lieux d'hier et d'aujourd'hui

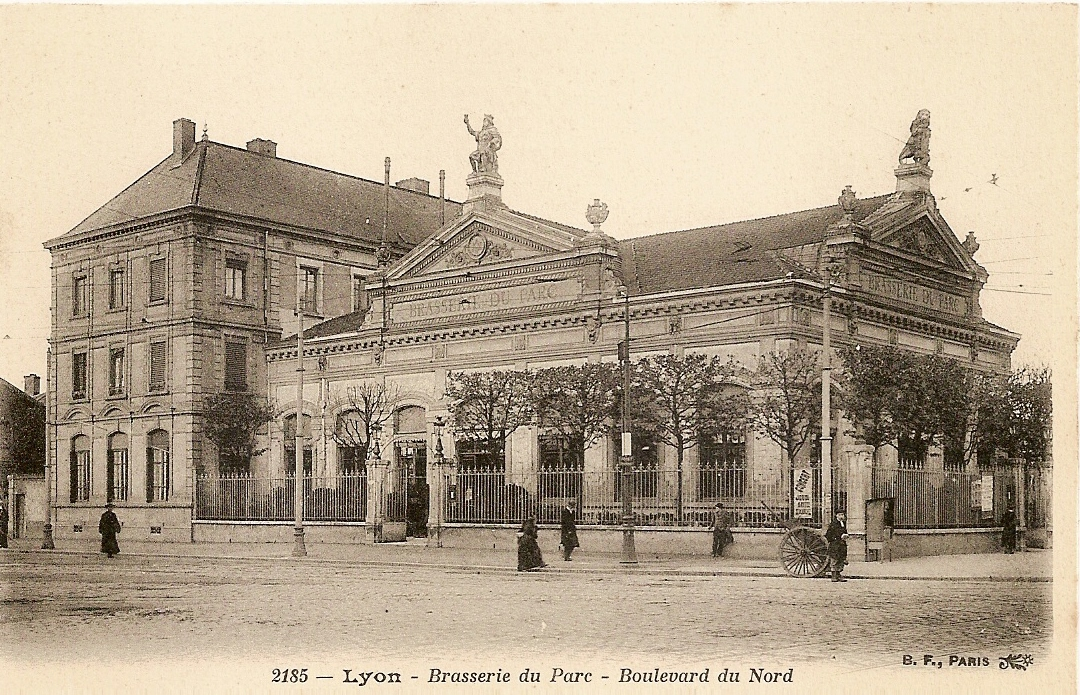
Ancienne Brasserie du Parc.
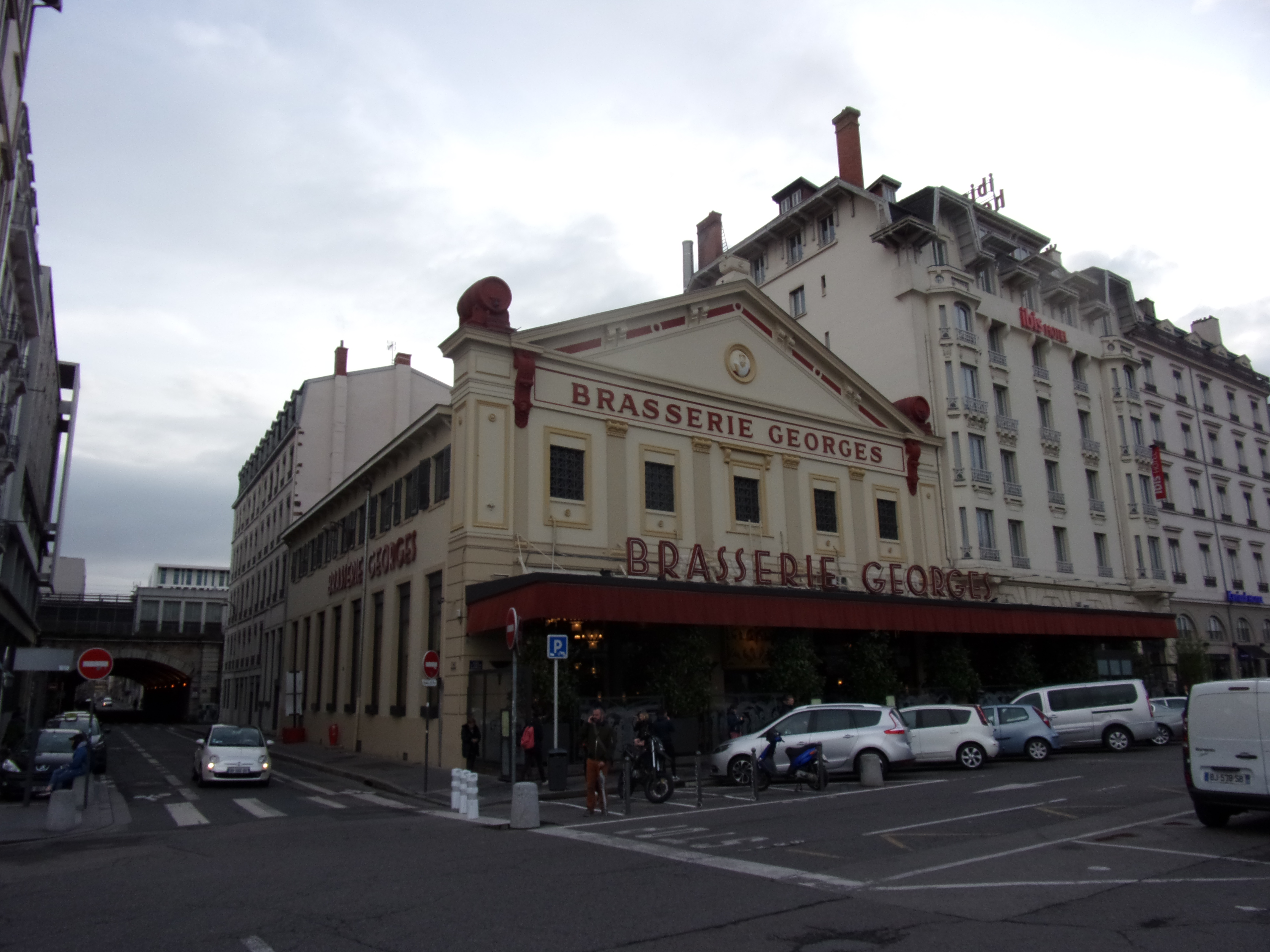
Brasserie Georges.
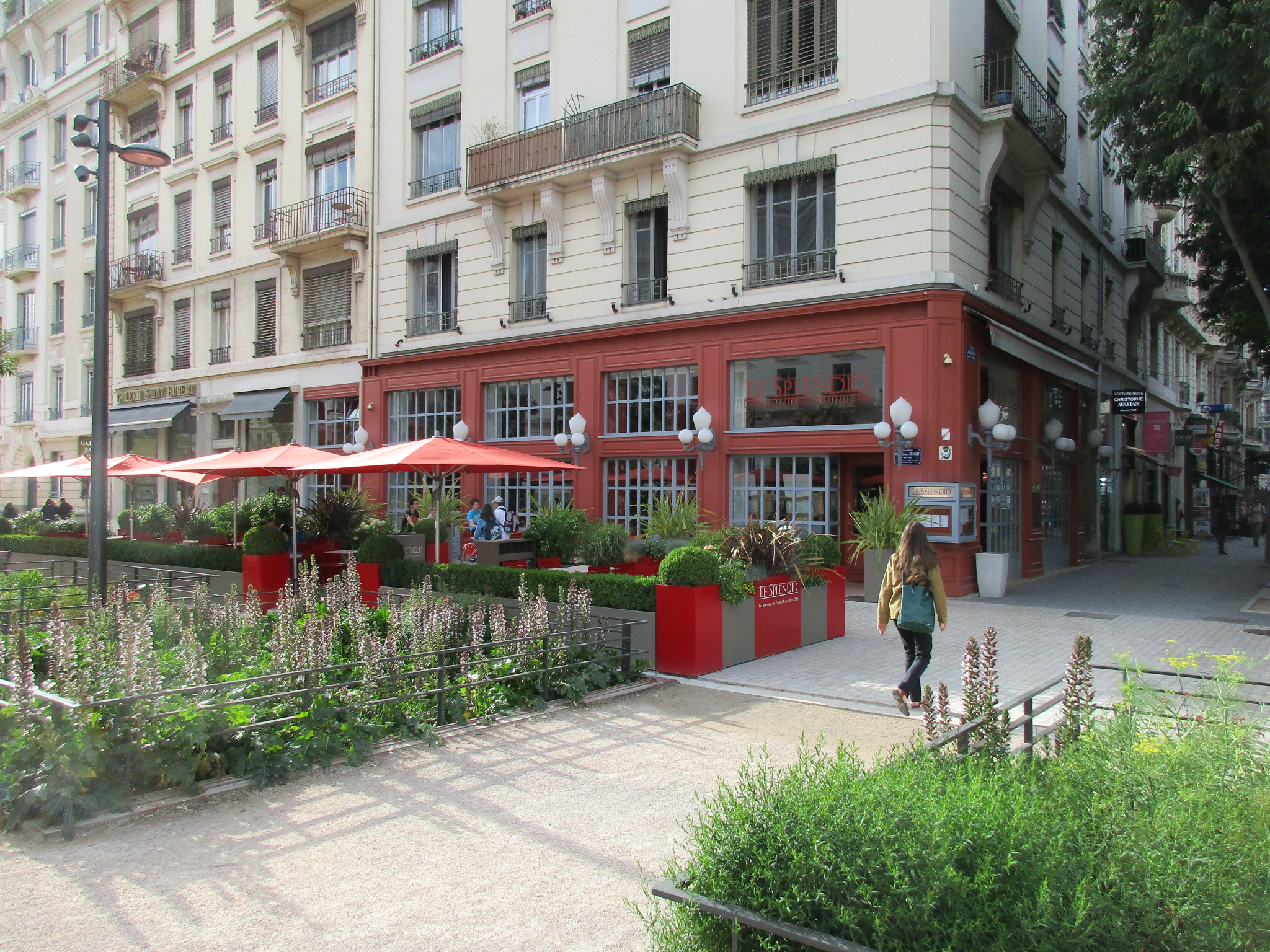
Brasserie Le Splendid, de Georges Blanc, place Jules Ferry.

Rares sont les restaurants, auparavant tenus par les célèbres mères, qui ont survécu à la disparition de leur cuisinière. On peut citer, pour Lyon, la mère Léa, la mère Vittet et la mère Brazier. De très nombreuses brasseries et cafés, alors réputés, ont également disparu du paysage : la Brasserie du Parc, le Café Riche, le restaurant Vettard, le restaurant Savoie (rue de la République)… Restent quelques survivants comme la Brasserie Georges, installée sur le cours de Verdun depuis 1836 et le Grand café des négociants, installé aux Cordeliers, à l'angle des rues Édouard-Herriot et Grenette, depuis 1864. Au restaurant Le Morateur, aujourd'hui disparu, se tenaient les assises du Club Brillat-Savarin. Ce restaurant connu pour son « pâté de saumon sauce Bacchus » et ses quenelles, avait été créé en 1830 par Charles Morateur au 12, de la rue Gentil,.

Quelques bouchons lyonnais, de la rue Mercière, de la Presqu'île de Lyon
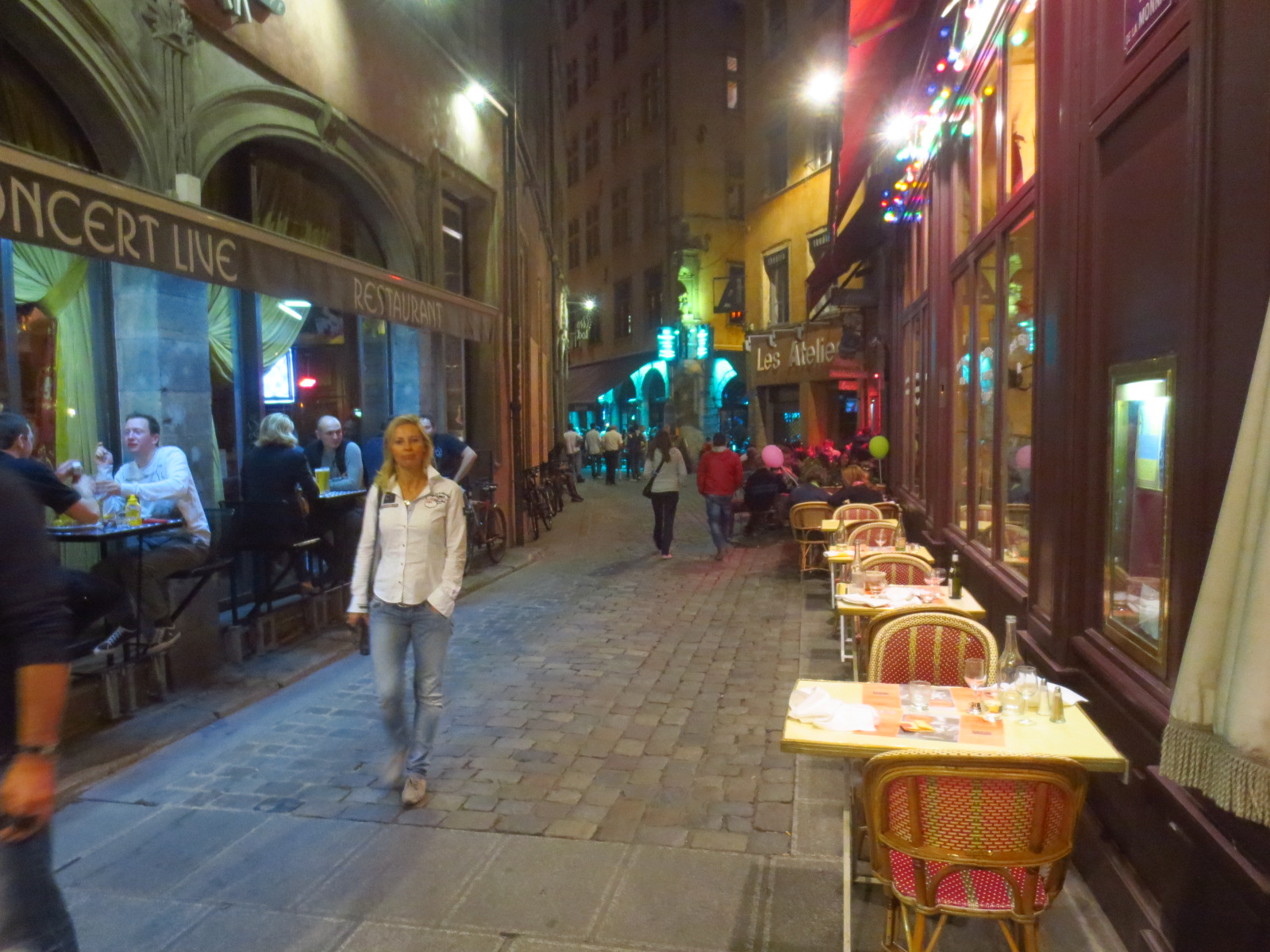
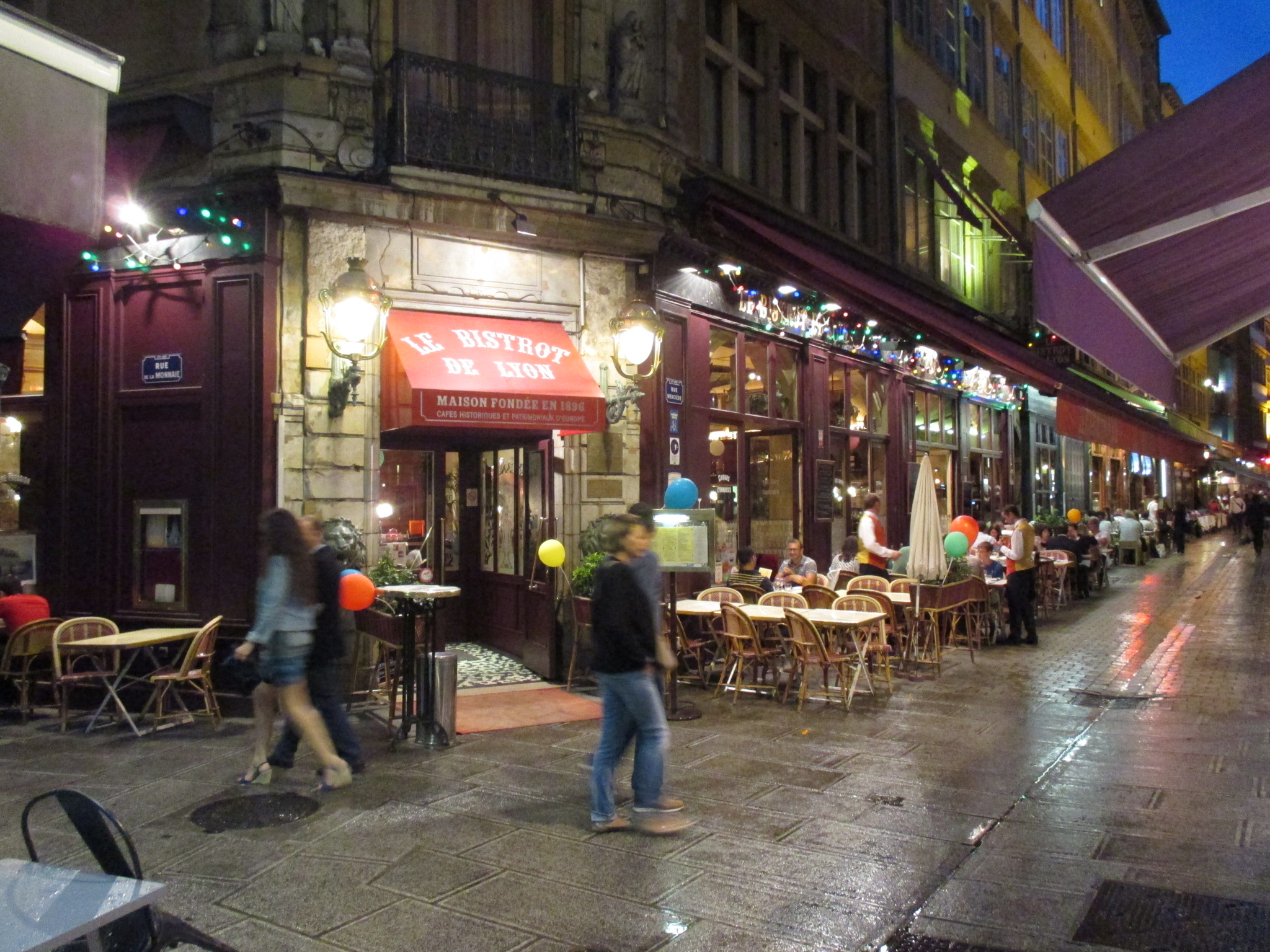
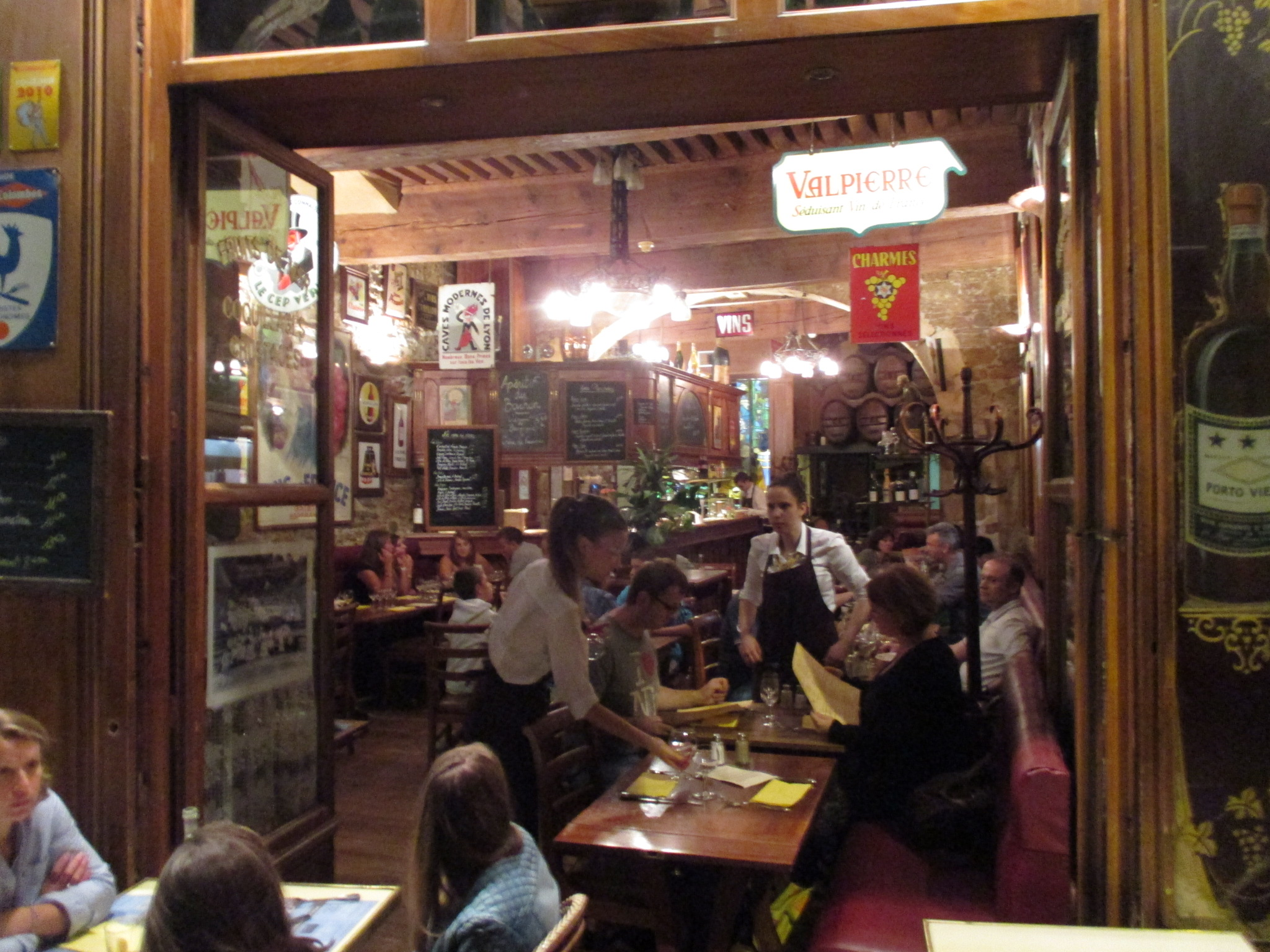
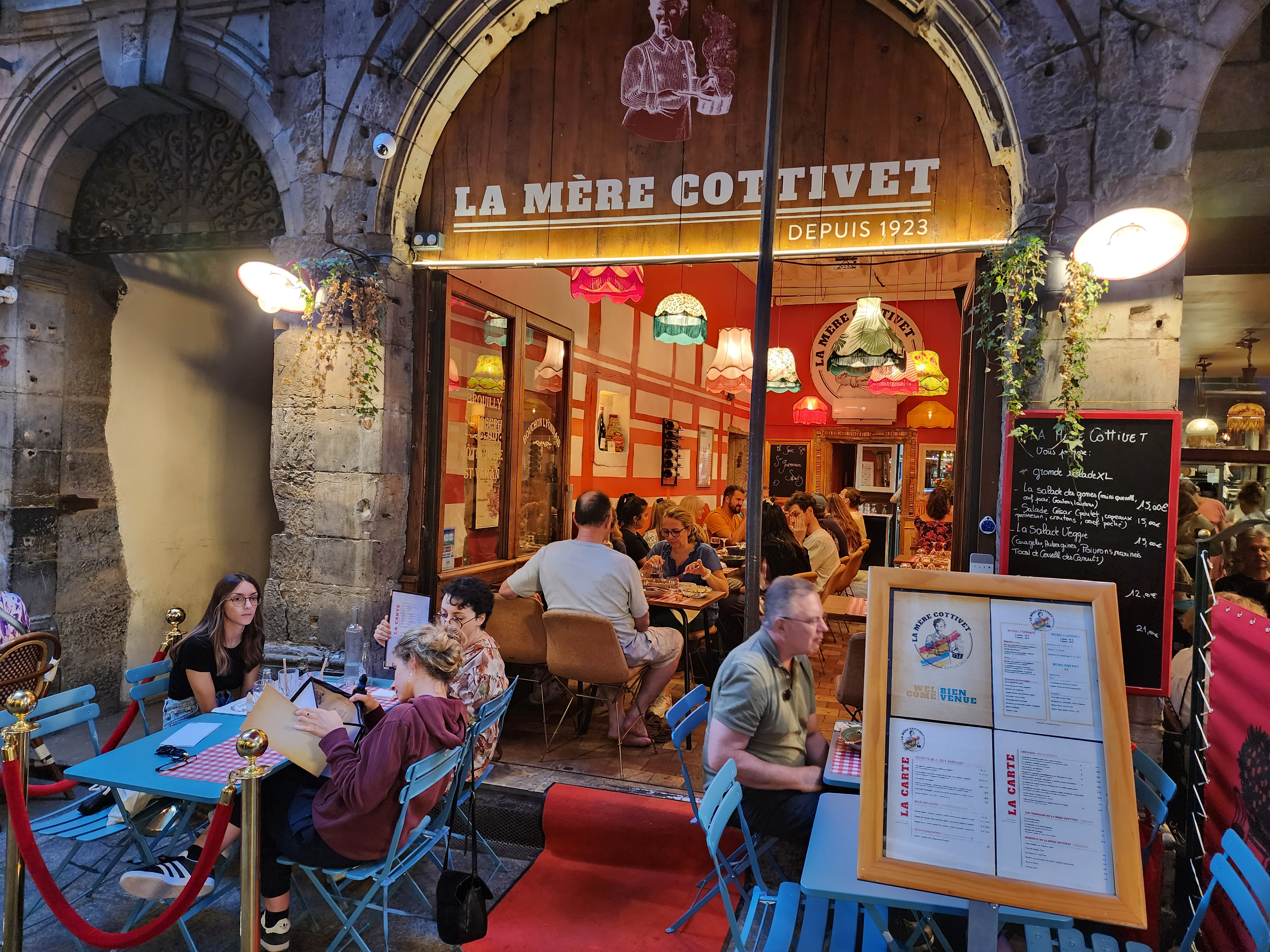
La Mère Cottivet, un bouchon rue Mercière.

Aujourd'hui à Lyon, certains quartiers sont animés par de nombreux restaurants : rue Mercière, rue des Marronniers, rue Saint-Jean, rue Royale. Ces ensembles possèdent parfois leur spécificités : friture et poissons de rivière à Saint-Rambert-l'Île-Barbe, plats typiquement locaux à Saint-Jean, cuisine de comptoir rue de la Bourse, à proximité des anciennes Halles.

Quelques rues, places piétonnes et restaurants pittoresques du Quartier Saint Jean du Vieux Lyon
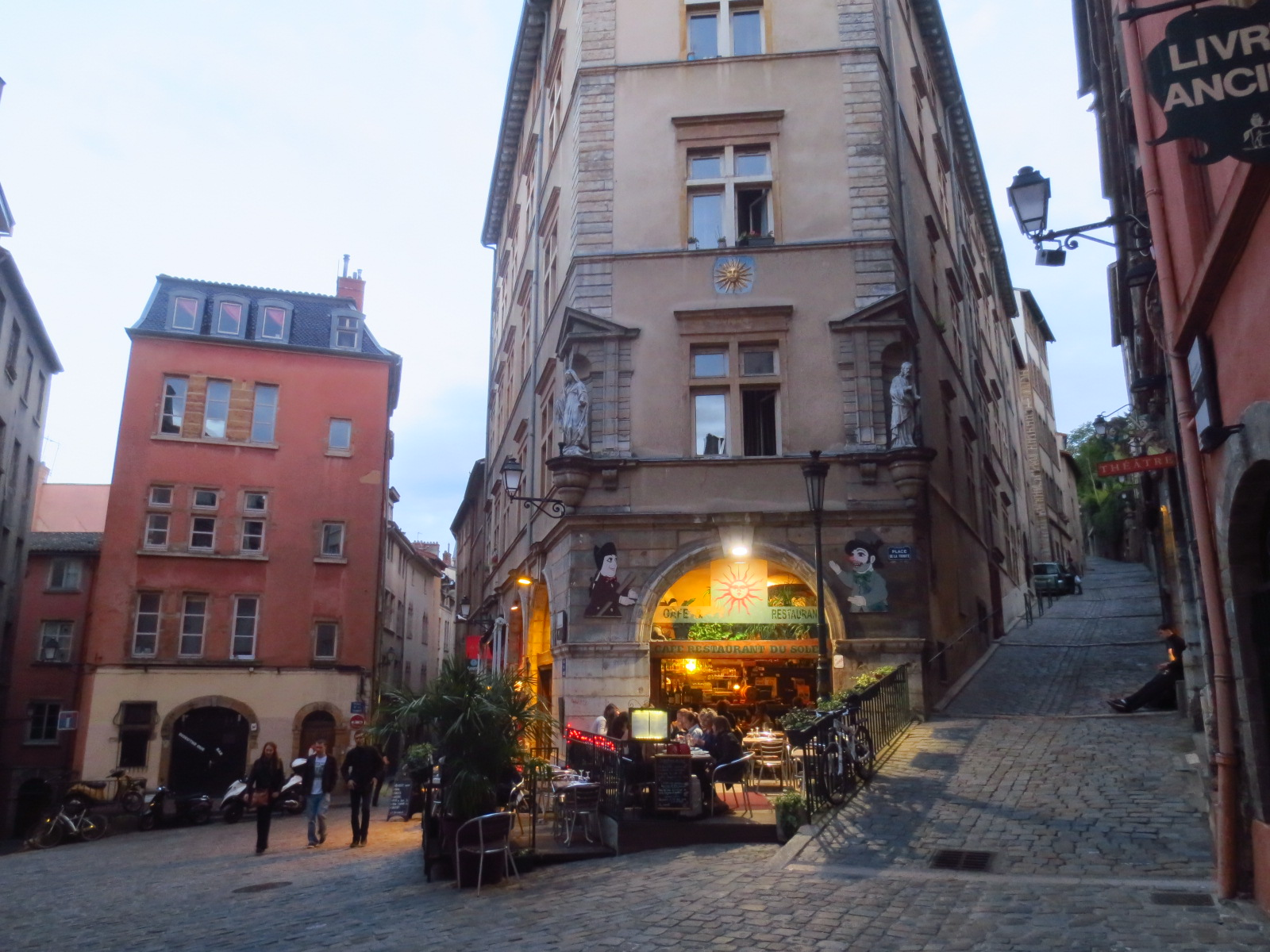
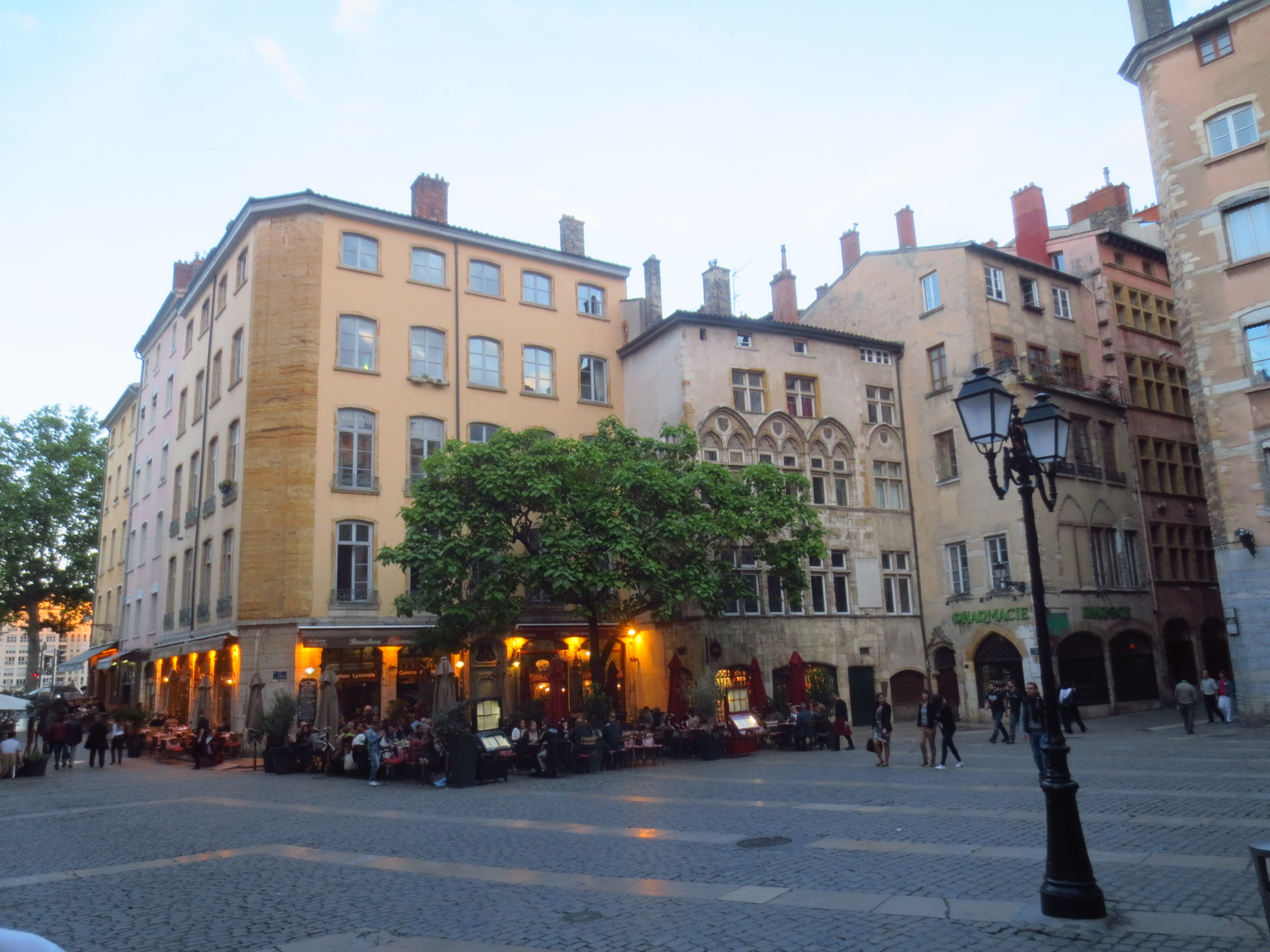
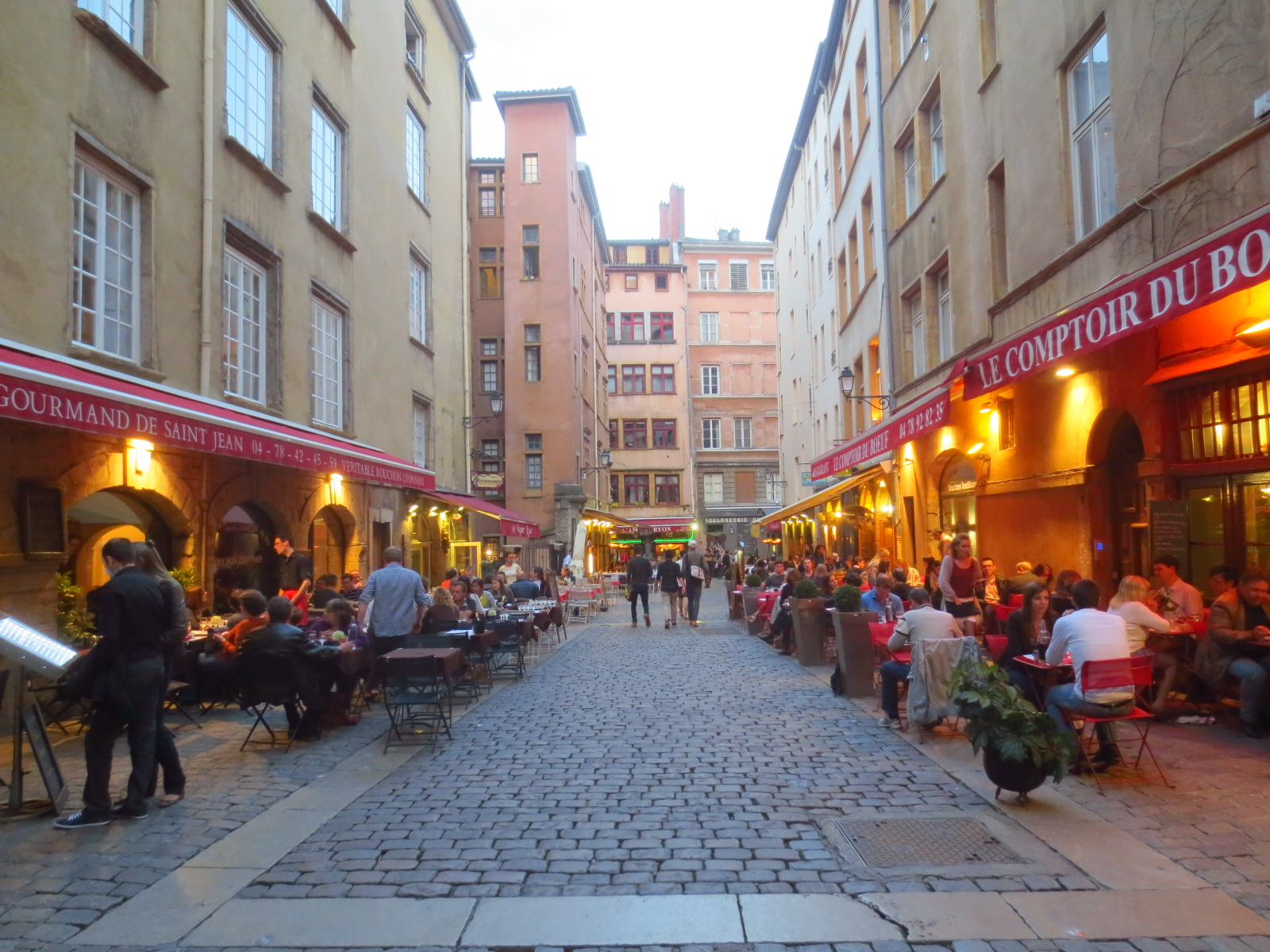

## Gastronomie dans l'économie régionale

### Approvisionnement aux marchés

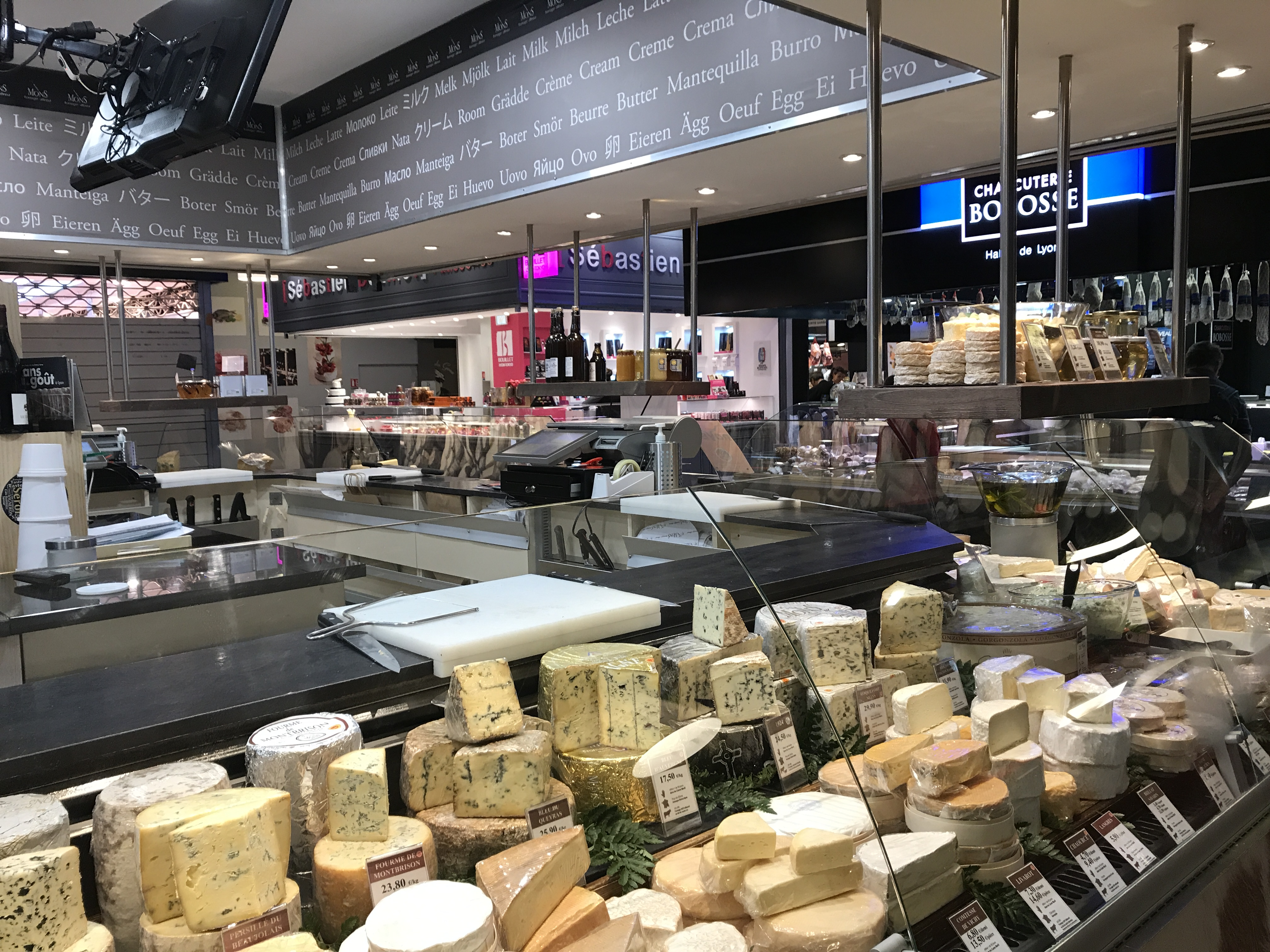
Halles de Lyon-Paul Bocuse.

Le « marché de gros », devenu par décret de 1966, marché d'intérêt national, ou MIN, sert de plateforme d'acheminement et de livraison d'une partie des produits agricoles consommés dans la région. Ce décret fixe également une aire géographique desservie par le MIN, aire qui ne correspond pas à l'aire communautaire, créée en 1969. Devant la saturation du site historique de Perrache et l'obsolescence du périmètre concerné, le Grand Lyon s'est engagé pour le déménagement du MIN sur la commune de Corbas, au sud de l'agglomération. Ce site bénéficie d'une desserte en transports satisfaisante. Il a remplacé intégralement le site de Perrache en 2009, ce qui a libéré une grande réserve foncière pour le développement du quartier de Lyon-Confluence.
Il existe de nombreux marchés de plein air ou installés dans des halles spécialement construites. Le lieu le plus connu est les nouvelles halles de Lyon-Paul Bocuse. Historiquement implantées dans le quartier des Cordeliers dans le centre de Lyon, les halles étaient surnommées le « ventre de Lyon », à l'instar du quartier des Halles à Paris. Déplacées dans le nouveau quartier de la Part-Dieu en 1971, elle perpétuent la tradition d'une vente de produits agricoles de grande qualité. Elles comportent de nombreux stands de dégustation, des restaurants…
La seule ville de Lyon possède plus de quarante marchés et celle de Villeurbanne, une petite dizaine. À Lyon, notamment, le marché Saint-Antoine, où s'approvisionnent certains restaurateurs (on y vit beaucoup Paul Bocuse), le marché de la Croix-Rousse et le marché du quai Augagneur. À Villeurbanne, citons le très animé marché de la place Grandclément et le marché de la place Wilson.

### Cuisiniers professionnels et industrie agroalimentaire
La formation des futurs chefs est notamment assurée à l'École des arts culinaires et de l'hôtellerie, également appelée Institut Paul Bocuse. En 2008, cet institut crée un Centre de recherche qui travaillera sur les comportements alimentaires et leurs relations au goût, à la santé et à l’économie. Ce cursus permet d'obtenir un doctorat. L'institut Vatel est spécialisé dans le management hôtelier et possède de nombreuses filières de formation.
Le Salon des métiers de bouche, devenu le SIRHA (Salon international de la restauration, de l'hôtellerie et de l'alimentation) réunit les professionnels de la gastronomie sur le site d'Eurexpo. Durant l'édition 2007, plus de 1 900 exposants et 160 000 visiteurs ont parcouru les allées du salon. Le concours mondial de la cuisine y décerne les « Bocuse d'Or » depuis 1987. L'édition du concours mondial de cuisine innove pour l'année 2008 avec la création de deux concours : les « Bocuse d'Or Asie », tenus à Shanghai en Chine en mai et les « Bocuse d'or Europe » qui ont eu lieu à Stavanger, en Norvège en juillet. Lyon a accueilli le 55e congrès national de l'UMIH (Union des métiers et des industries de l'hôtellerie) du 20 au 22 novembre 2007 à la cité internationale de Lyon. Ce congrès, le plus important de la profession, a réuni plus de mille invités représentant plus de quatre-vingt mille entreprises pour discuter du devenir de la profession.
La région Rhône-Alpes (faisant désormais partie de l'eurorégion Alpes-Méditerranée) est la quatrième région française en termes d'emplois salariés dans l'industrie agroalimentaire. La gastronomie lyonnaise est connue pour ses rosettes et jésus, saucissons de porc et se retrouve en France, comme à l'étranger, grâce aux entreprises Roger de Lyon, Charcuterie Anselme ou France salaisons. GBS et Laurencin distribuent, quant à eux, les quenelles, spécialités de la région.

## Spécialités culinaires

### Apéritif

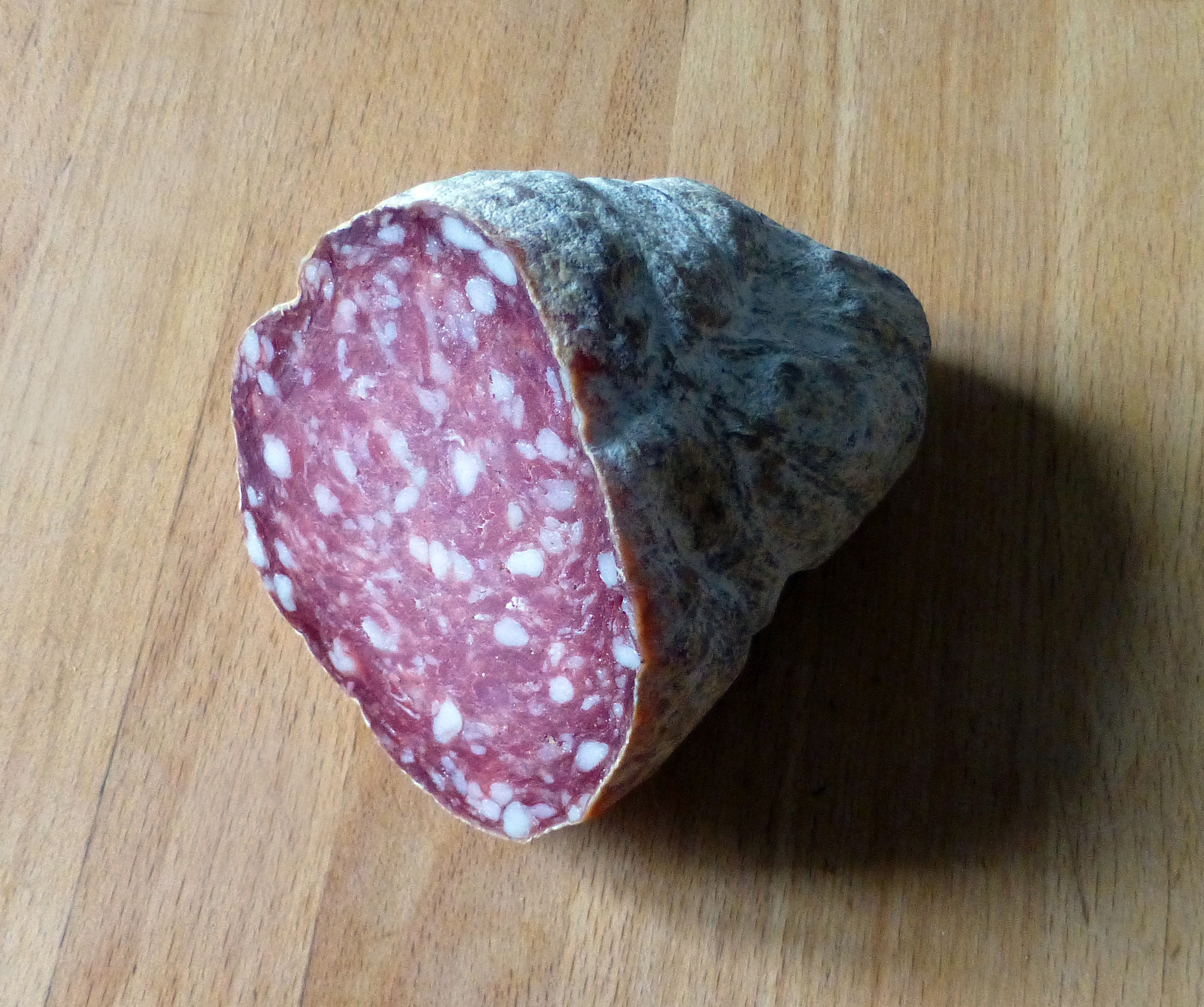
Jésus de Lyon.

L'apéritif débute par un kir, de la crème de cassis bourguignonne délayée dans du vin blanc, un communard, de la crème de cassis délayée dans du vin rouge, ou un « pompier », mélange de vin, de sirop de groseille et d'eau de Seltz. Pour accompagner cette boisson, on déguste des grattons, résidus grillés de graisse et de viande de porc, servis chauds ou froids.

### Entrées

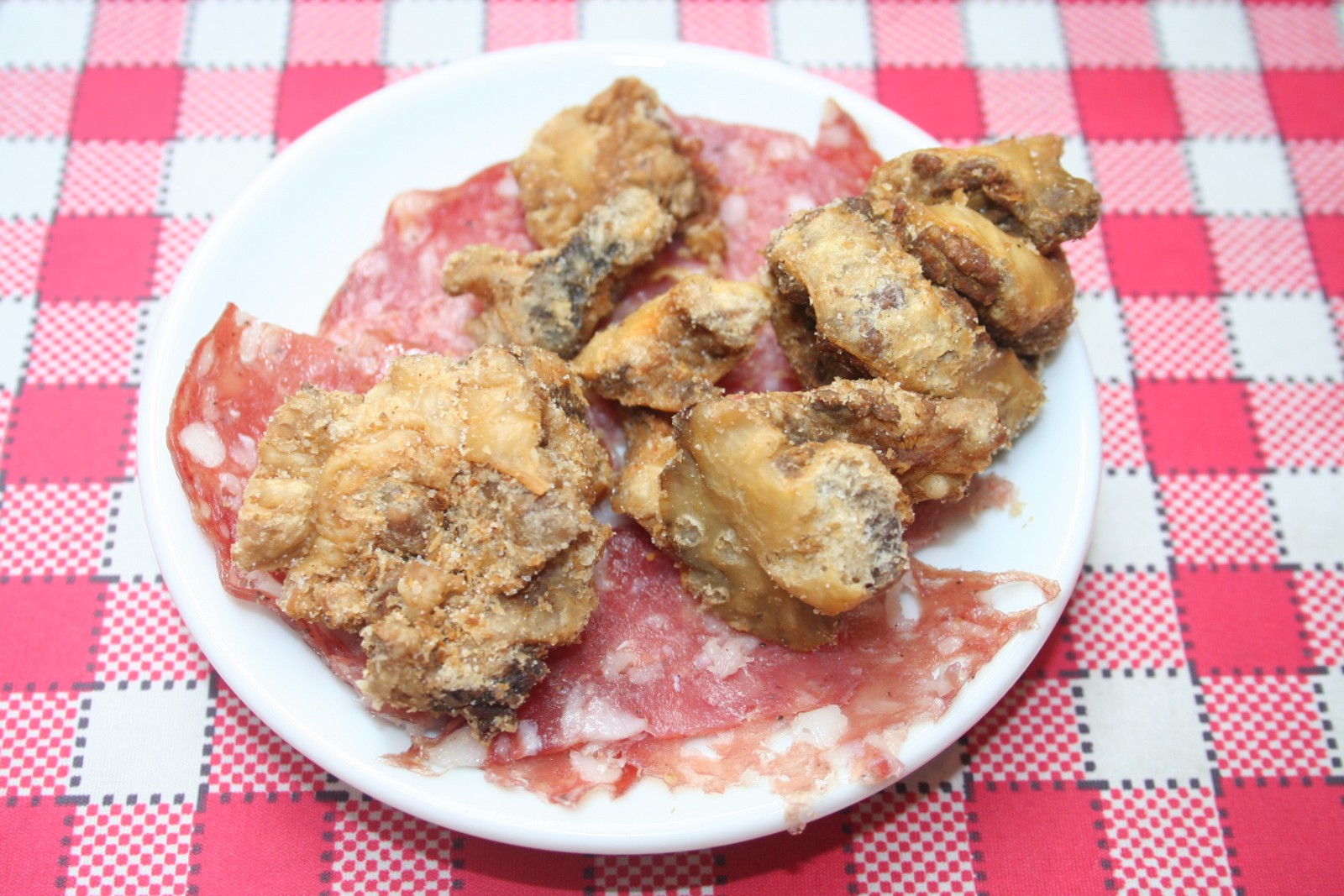
Apéritif lyonnais : grattons et saucisson.

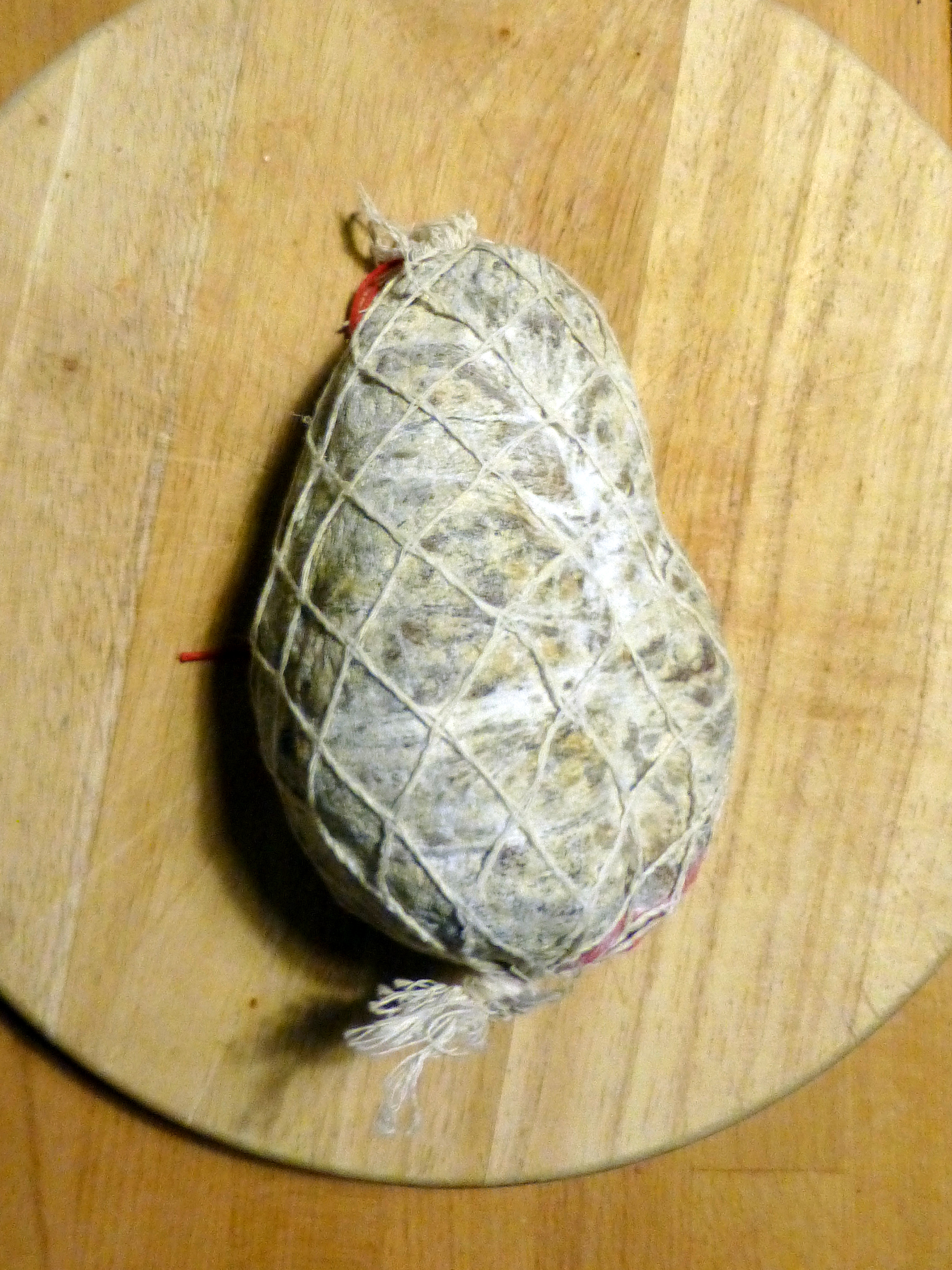
Jésus de Lyon.

Les entrées font la part belle aux salaisons à base de porc. La cochonnaille lyonnaise est ici, comme pour les plats principaux, très présente comme la rosette de Lyon, grand saucisson de viande de porc. Le cadre de sa fabrication dépasse la région lyonnaise. La véritable rosette de Lyon est embossée (opération qui consiste à remplir de viande les boyaux de porc ou de mouton) dans un boyau spécial, mise en filet puis séchée durant une période de deux à trois mois. Elle doit être conservée à l’air ambiant (pas dans des maisons modernes), sans températures excessives. Originaire du Beaujolais, la rosette doit son nom au boyau de porc dans lequel elle est embossée : le fuseau, c'est-à-dire l'intestin se terminant par l'anus appelé rosette, compte tenu de sa couleur.
Le Jésus de Lyon est le « cousin » de la rosette de Lyon. C'est un saucisson de grand diamètre, 10 cm. Il pèse environ 400 g et est réalisé à partir de viandes triées et parées avec soin ; il fait l’objet d’une phase de maturation et d’affinage particulièrement importante pour la qualité gustative du produit fini. La matière première entrant dans la composition du produit est exclusivement de la viande et du gras dur de porc. Le jésus de Lyon, pour être bien maintenu, est mis sous un filet qui donne une empreinte spécifique et une forme particulière de poire. Il doit sécher de longues semaines avant d’être consommé.

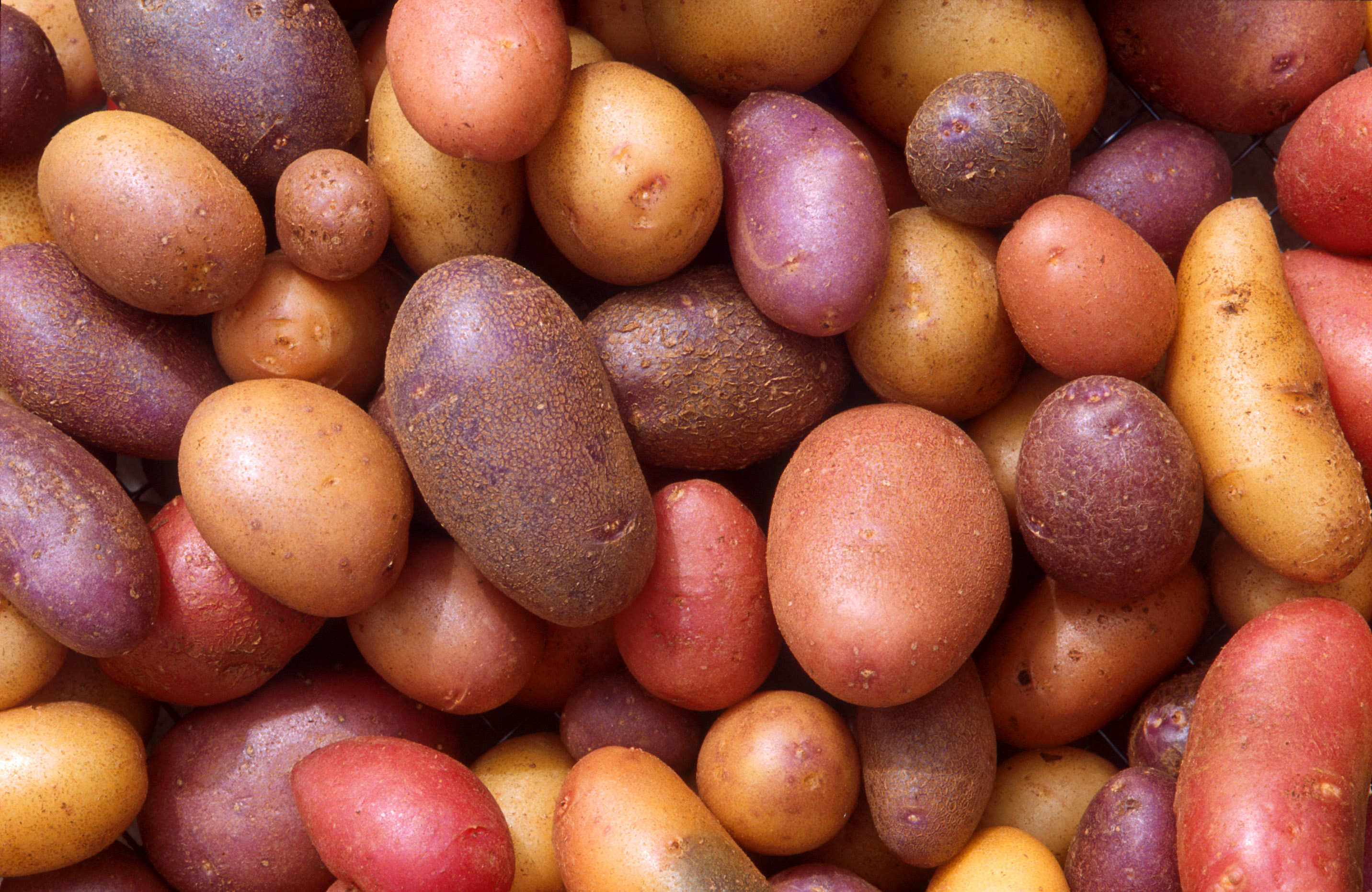
Des pommes de terre, ou « truffes » dans le parler lyonnais.

Le saucisson de Lyon est de dimensions plus réduites, et donc plus sec : il se mange dur, et sa viande est sombre (elle est souvent mixte, mêlant au porc des viandes maigres comme le bœuf, l'âne ou le cheval), agrémentée de gros grains de poivre noir.
On peut encore déguster un saucisson à cuire, éventuellement truffé ou pistaché : le saucisson est bouilli et servi avec des pommes de terre. Le saucisson brioché est un saucisson à cuire placé dans une pâte à brioche et cuit au four. Il se mange souvent sans accompagnement, coupé en tranches.
Outre la cochonnaille, on peut déguster, la salade lyonnaise, ou le saladier lyonnais, salade verte agrémentée de croûtons de pain aillé, d'œufs pochés, et de petits lardons frits. On trouve aussi le caviar de la Croix-Rousse qui est une salade de lentilles vertes du Puy et d'oignons, avec parfois des lardons ou des morceaux de cervelas selon les recettes.Le tablier de sapeur est une préparation de fraise de bœuf, marinée et panée. Les gougères, d'origine bourguignonne, sont des petits choux au fromage. Les œufs en meurette sont aussi très appréciés, agrémentés de vin du Beaujolais ou de Bourgogne. La soupe à l'oignon gratinée se consomme en entrée ou seule, au souper. Le « gâteau de foies de volaille », sorte de soufflé au foie, est aussi un témoin de cette cuisine populaire à base d'abats.

### Plats principaux

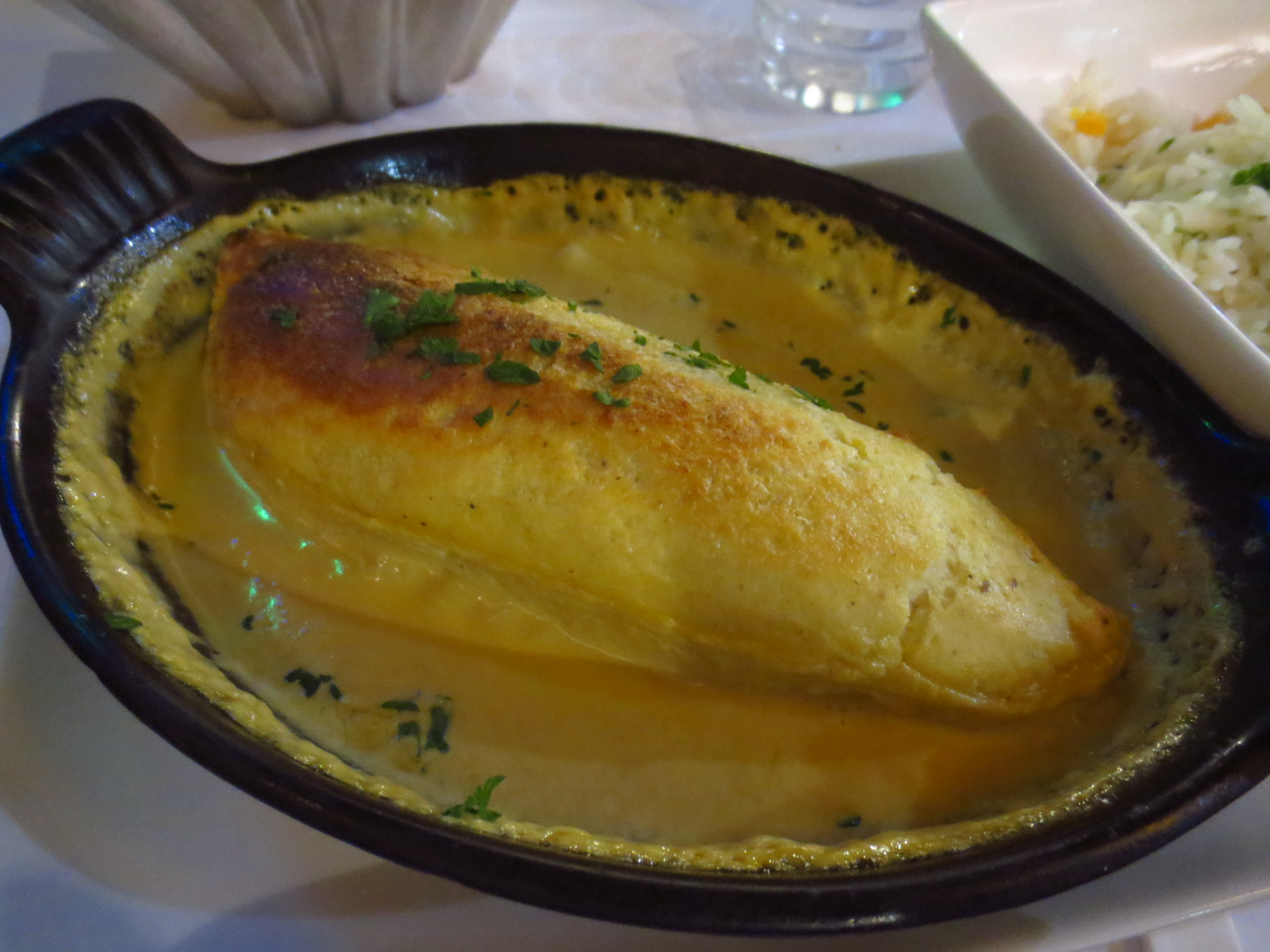
Quenelle de brochet sauce Nantua.

Les plats principaux peuvent être classés selon les produits agricoles qu'ils utilisent.
La volaille s'exprime dans la poularde demi-deuil, spécialité de la mère Fillioux, formatrice de la mère Brazier. Des morceaux de truffe sont contisés sous la peau de la poularde avant qu'elle soit cuite. Elle est accompagnée de légumes nouveaux (poireaux, carottes et navets) bouillis. La sauce traditionnelle est la sauce suprême à base de jus de truffes, préparée en mouillant les sucs de cuisson.

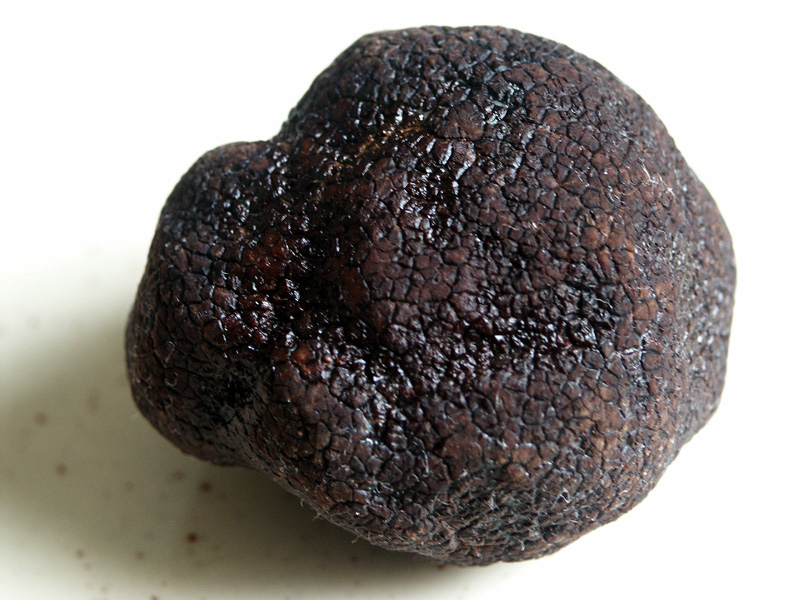
Une truffe qui pourrait parfumer la poularde truffée

Le poulet Célestine est un poulet sauté avec des champignons et des tomates, revenu au cognac et au vin blanc, et assaisonné d'ail et de persil. Sa recette est donnée par Lucien Tendret (1892). La légende veut qu'en 1860, Jérôme Rousselot, le chef du Restaurant du Cercle (saucier de génie selon Tendret), rue de Bourbon à Lyon, est amoureux de sa patronne, une jeune veuve, nommée Célestine Blanchard, une célèbre mère lyonnaise. En son honneur, il imagine une recette qu'il nomme le poulet Célestine. On raconte que, séduite, elle finit par lui accorder sa main (Jérôme et Célestine Rousselot-Blanchard étaient les arrière-grands-parents de Paul Bocuse). Maurice Gillet (2013) écrit que cette spécialité lyonnaise, était connue deux siècles plus tôt, et suppose qu'elle a à voir avec les religieux célestins et les célestines (ordre fondé en 1251 par le futur pape Célestin V) de la place ou du quai des Célestins.
Enfin, on peut citer le poulet aux morilles, plat typiquement bressan.
La cochonnaille est aussi présente que dans les entrées.

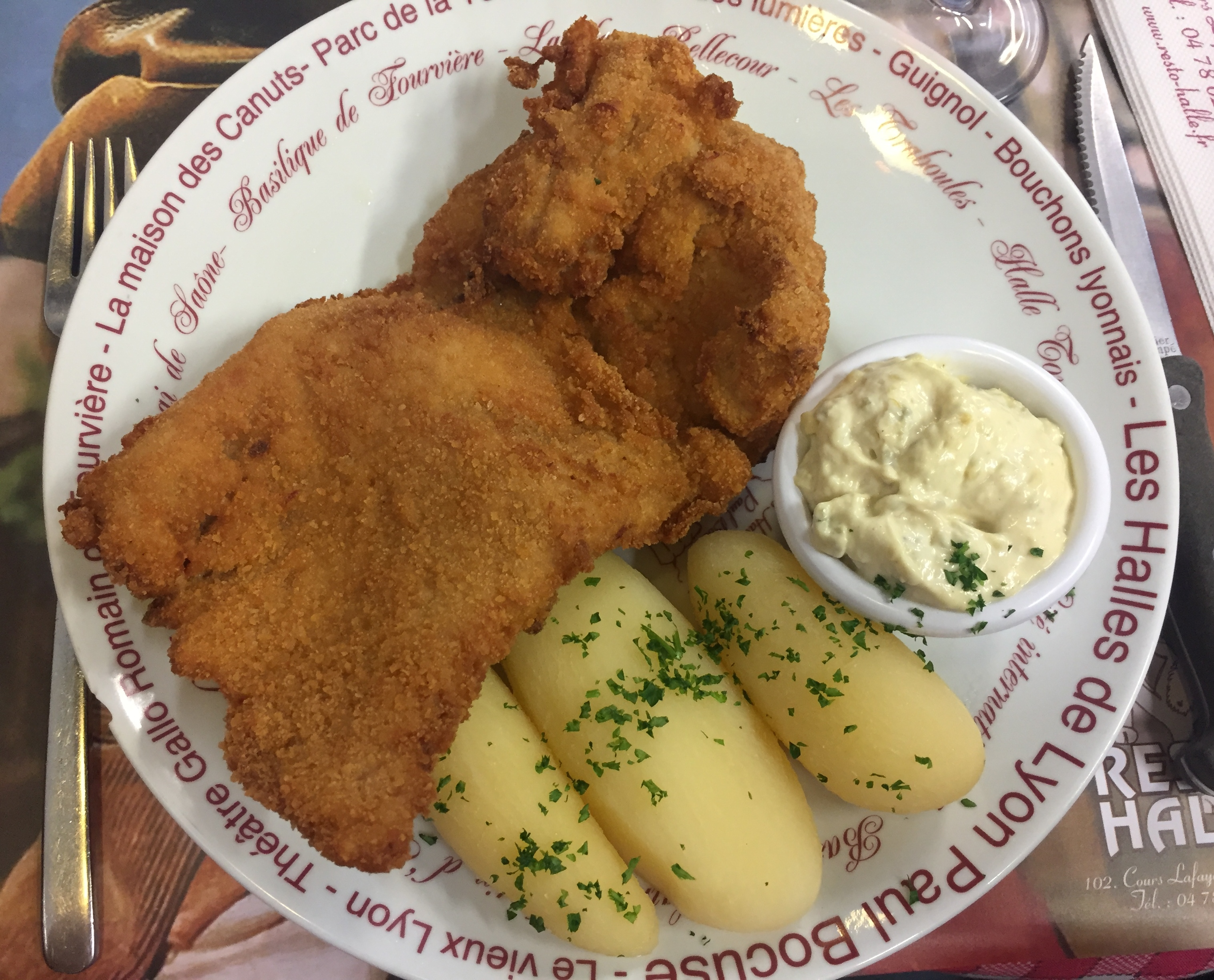
Tablier de sapeur.

On la retrouve dans le boudin aux pommes, du boudin noir accompagné de pommes légèrement compotées. L'andouillette, produit cuit par l'élaborateur, à réchauffer et accommoder comme on l'entend, est très présente aux Halles Paul Bocuse et dans de nombreuses charcuteries, sous deux formes assez différentes : soit un produit pur « porc », plus ou moins proche de l'andouillette de Troyes, soit l'andouillette lyonnaise proprement dite (parfois dénommée beaujolaise), à base de fraise de veau, qui était la plus traditionnelle dans la région jusqu'à la proscription, par précaution, de la matière de base (crise de la vache folle) : la fabrication a repris dès septembre 2015. L'andouillette, souvent simplement poêlée, grillée ou à la plancha quand elle est confectionnée avec les éléments du tube digestif du porc, peut se cuisiner à la beaujolaise (coupée en morceaux et cuite dans le vin), à la moutarde, à la mode provençale, avec tomates et persil (ne pas confondre avec l'andouillette à la provençale proprement dite, de toute autre élaboration), etc. Deux caractéristiques des andouillettes lyonnaises : elles sont souvent vendues marquées par une présence assez forte de la moutarde et enrobées de chapelure.

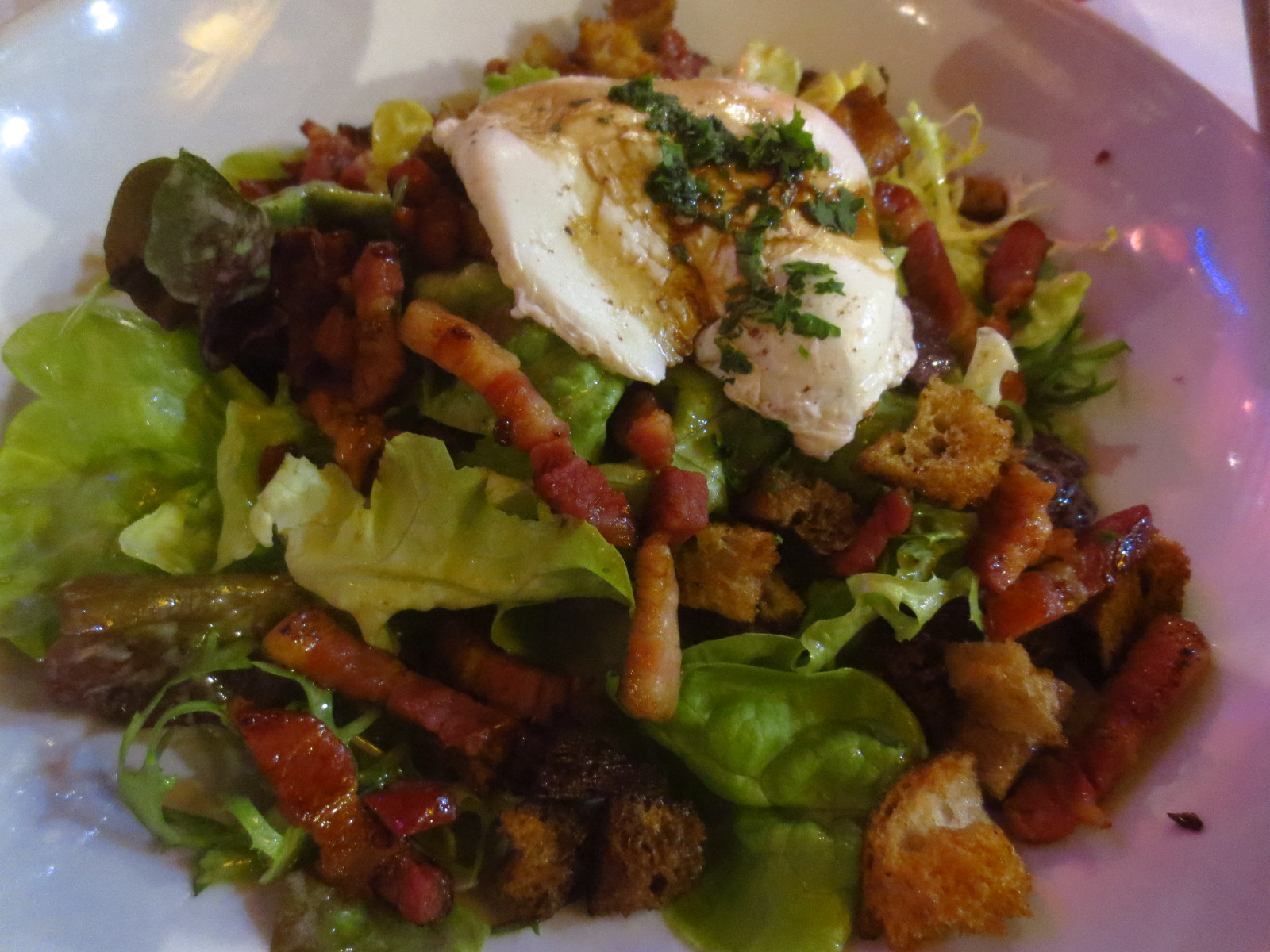
Salade lyonnaise.

Le sabodet, que l'on dit parfois créé par un charcutier de Saint-Jean-d'Ardières dans le Beaujolais, sans que cela soit revendiqué actuellement sur place, est un saucisson à cuire à base de tête de porc entière hachée, avec entre autres, les oreilles et le museau. Les « tripes à la lyonnaise » sont cuites avec une fricassée d'oignons, assaisonnées à l'ail ; les « pigeons ficelés » désignent, par ironie, le paquet de couenne, et également mais sans rapport, si ce n'est la forme, le nœud papillon. Le paquet est attaché par une ficelle et vendu par les charcutiers à très bas prix. Le petit salé aux lentilles du Puy est un ragoût de jarret de porc aux lentilles.

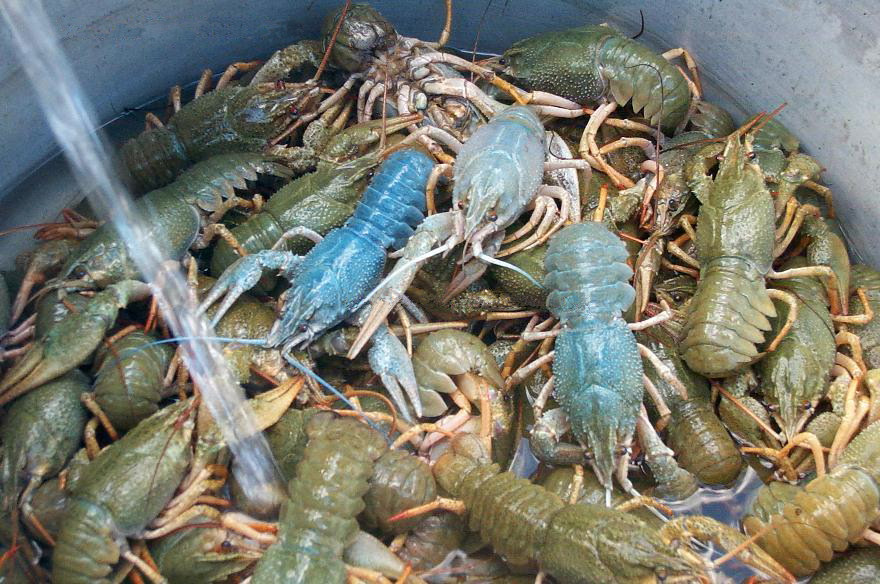
Les écrevisses, base de la sauce Nantua.

Le poisson d'eau douce est à l'honneur avec les quenelles de brochet sauce Nantua. La quenelle est un boudin de semoule ou farine de blé, soufflé au four, accompagné d'une sauce aux écrevisses. Un ordre de la quenelle, fondé à Lyon, a décrété qu'une quenelle de brochet, pour mériter son appellation, devait comporter au moins 25 % de chair de brochet. Le mot « quenelle », attesté en langue française depuis 1750, tirerait son origine de l'allemand Knödel qui signifie « boule de pâte ». Les écrevisses entrent également dans la recette du gratin de queues d'écrevisses. Enfin, on peut découvrir les cuisses de grenouilles de la Dombes, revenues dans le beurre et assaisonnées d'ail et de persil, ou la friture de la Saône.

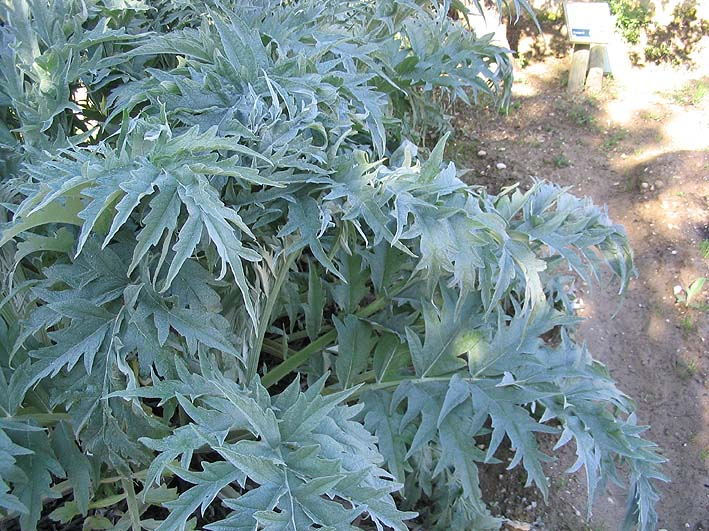
Le cardon, met traditionnel du repas de Noël.

Au rang des inclassables, on peut mentionner le foie de veau à la lyonnaise. Enduite de farine, la tranche de foie est cuite puis mouillée au vin et au vinaigre, pour donner une sauce liée au beurre. L'entrecôte, quant à elle, peut être parfumée à une sauce au saint-marcellin.
Pour finir la liste des particularismes, citons l'« omelette sourde » : une omelette traditionnelle dans laquelle on a incorporé de la farine de céréale. L'omelette « simple » doit être baveuse : « elle doit laisser échapper de ses flancs meurtris par la cuiller une substance semi-fluide, semi-pâteuse, constituée par une partie des œufs battus, incomplètement coagulés. Le reste a été durci par le four et constitue le corps de l'omelette. »
En accompagnement, on trouve le célèbre gratin dauphinois, aujourd'hui sur toutes les tables de France. Mais comme le dit Stendhal, il existe bien d'autres manières d'accommoder les pommes de terre, notamment sous forme de crique — une galette de pommes de terre frite — sous forme de pommes dauphines ou bien de pommes de terre découpées en forme de dés et cuites dans la graisse. Les autres légumes ne sont pas en reste. Outre les tomates à la provençale, assaisonnées d'ail et de persil, il faut citer le gratin de cardons. Ce légume figure notamment au menu du repas de Noël car le cardon, dont l'espèce reine est celle de Vaulx-en-Velin, est cultivé en hiver. Le cardon peut être également consommé cuit avec un roux et parfumé à l'os à moelle.

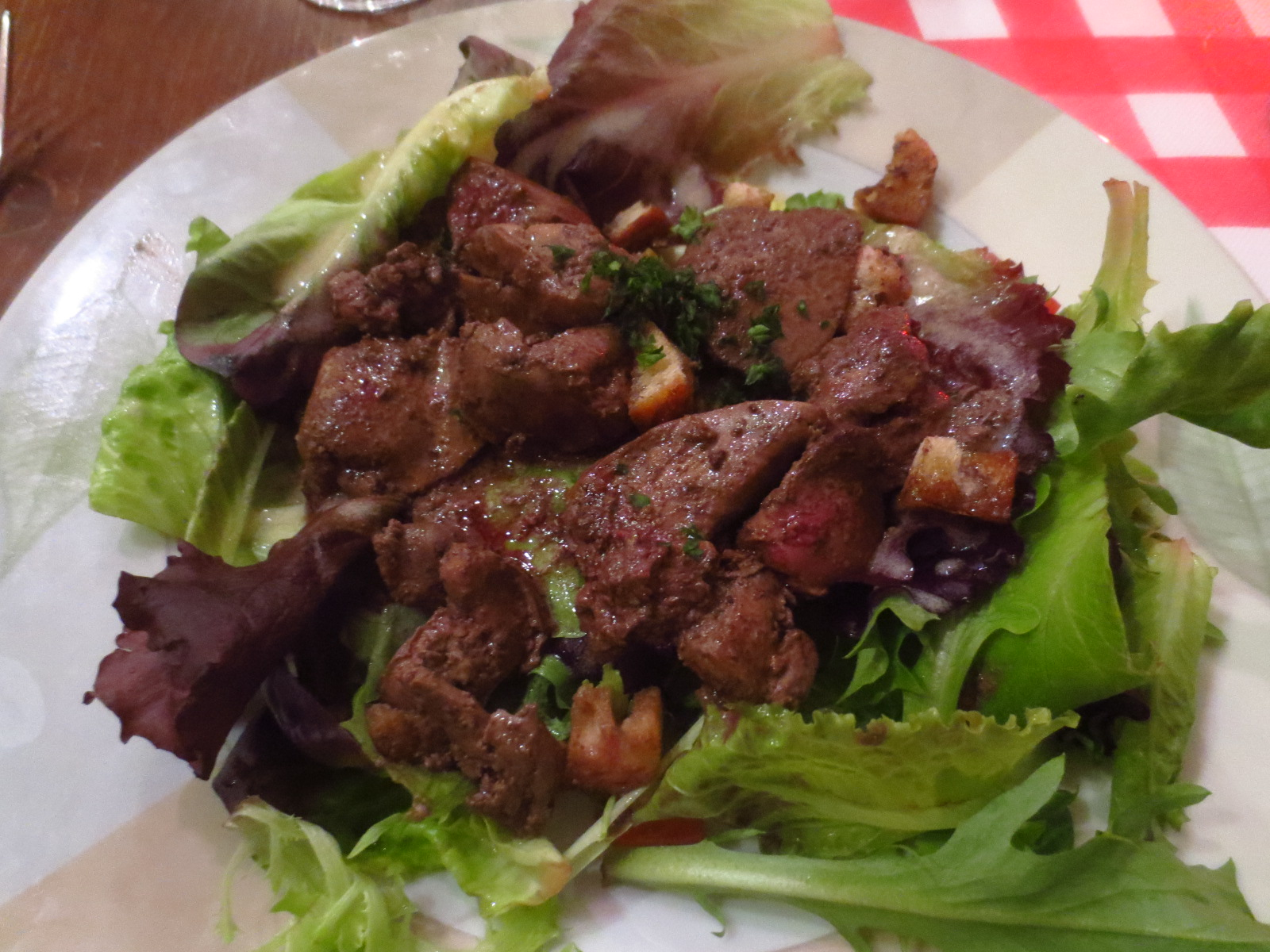
Salade lyonnaise aux foies de volaille.
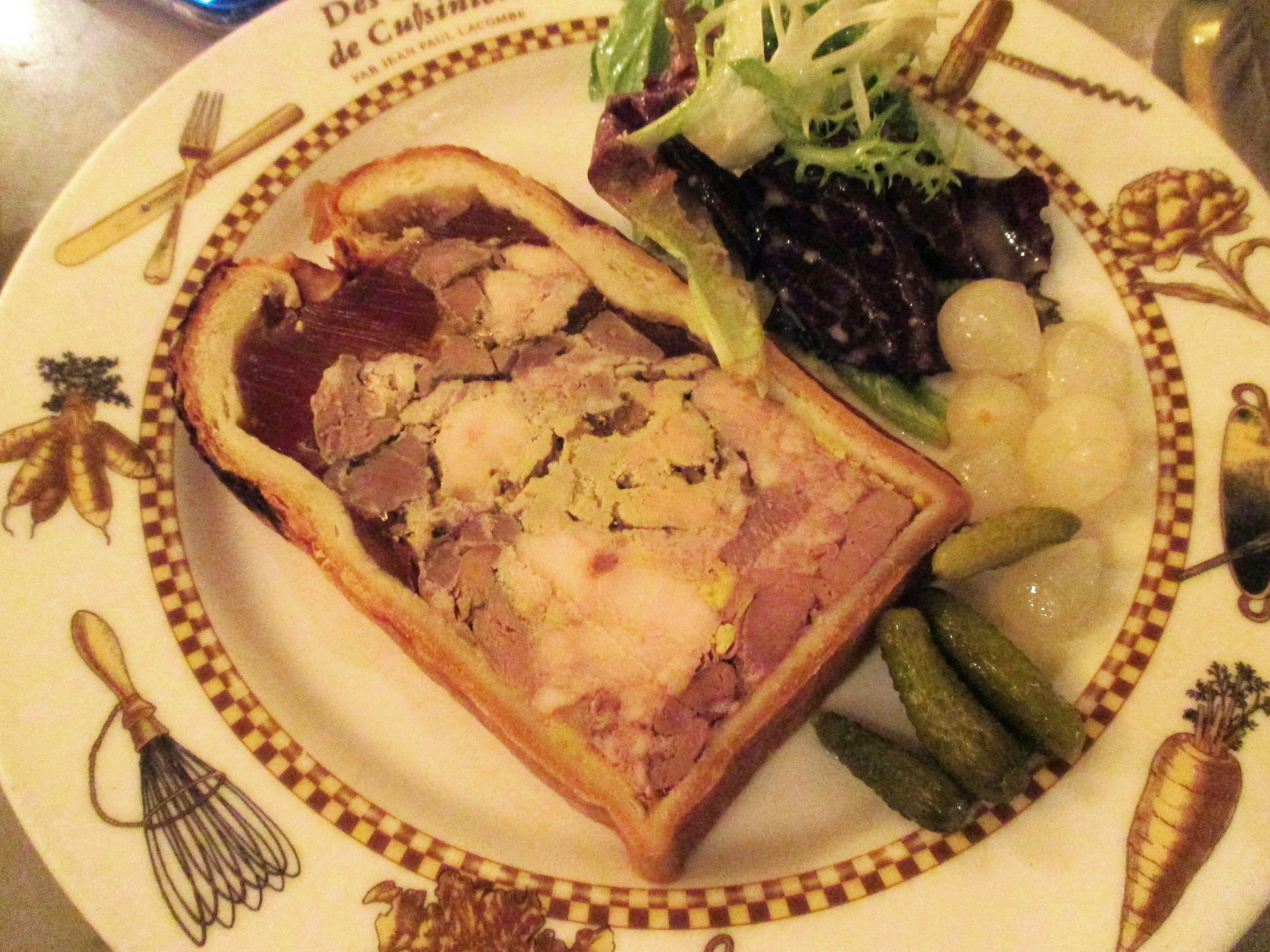
Pâté en croûte lyonnais.
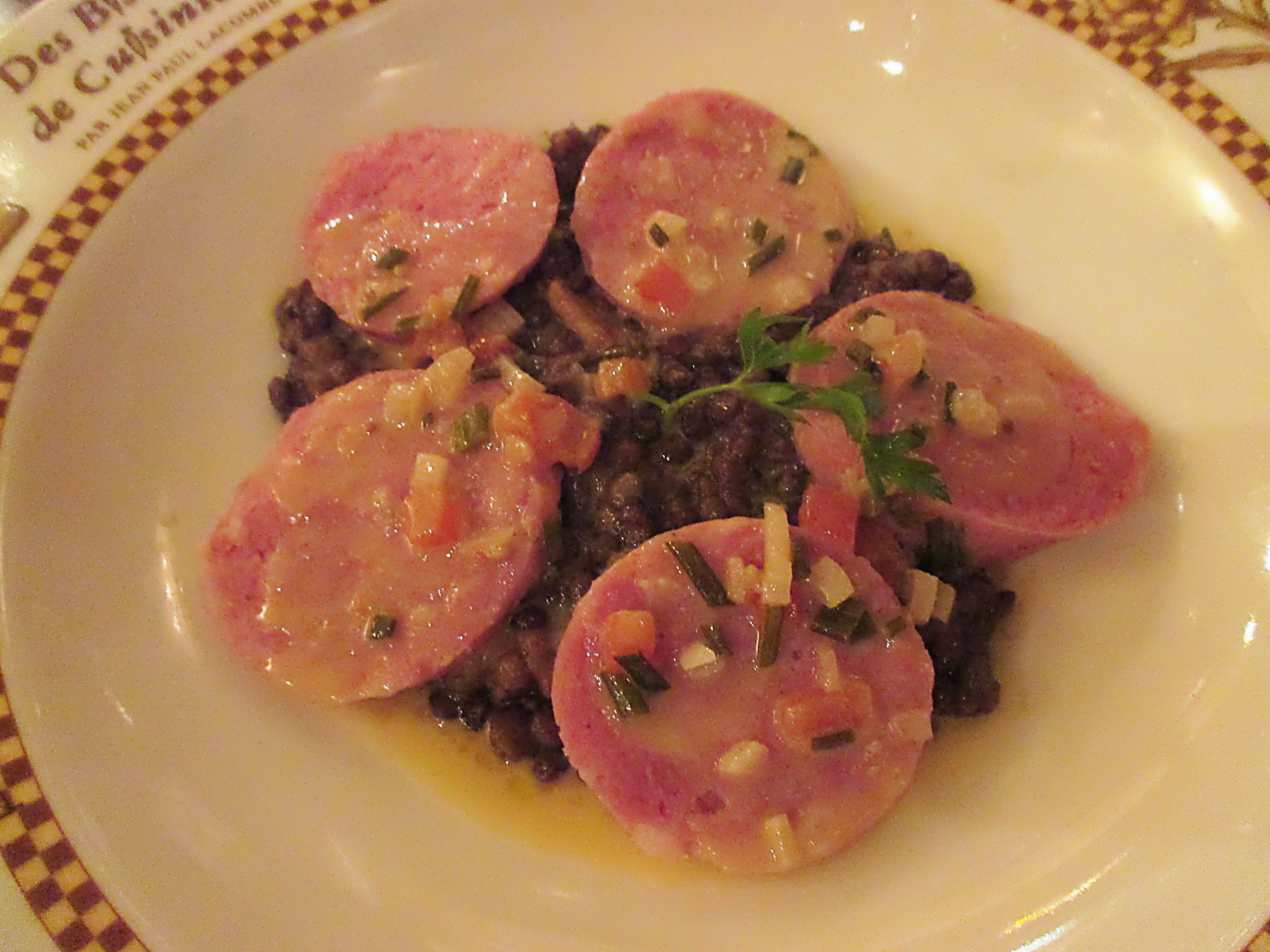
Saucisson lyonnais aux lentilles.
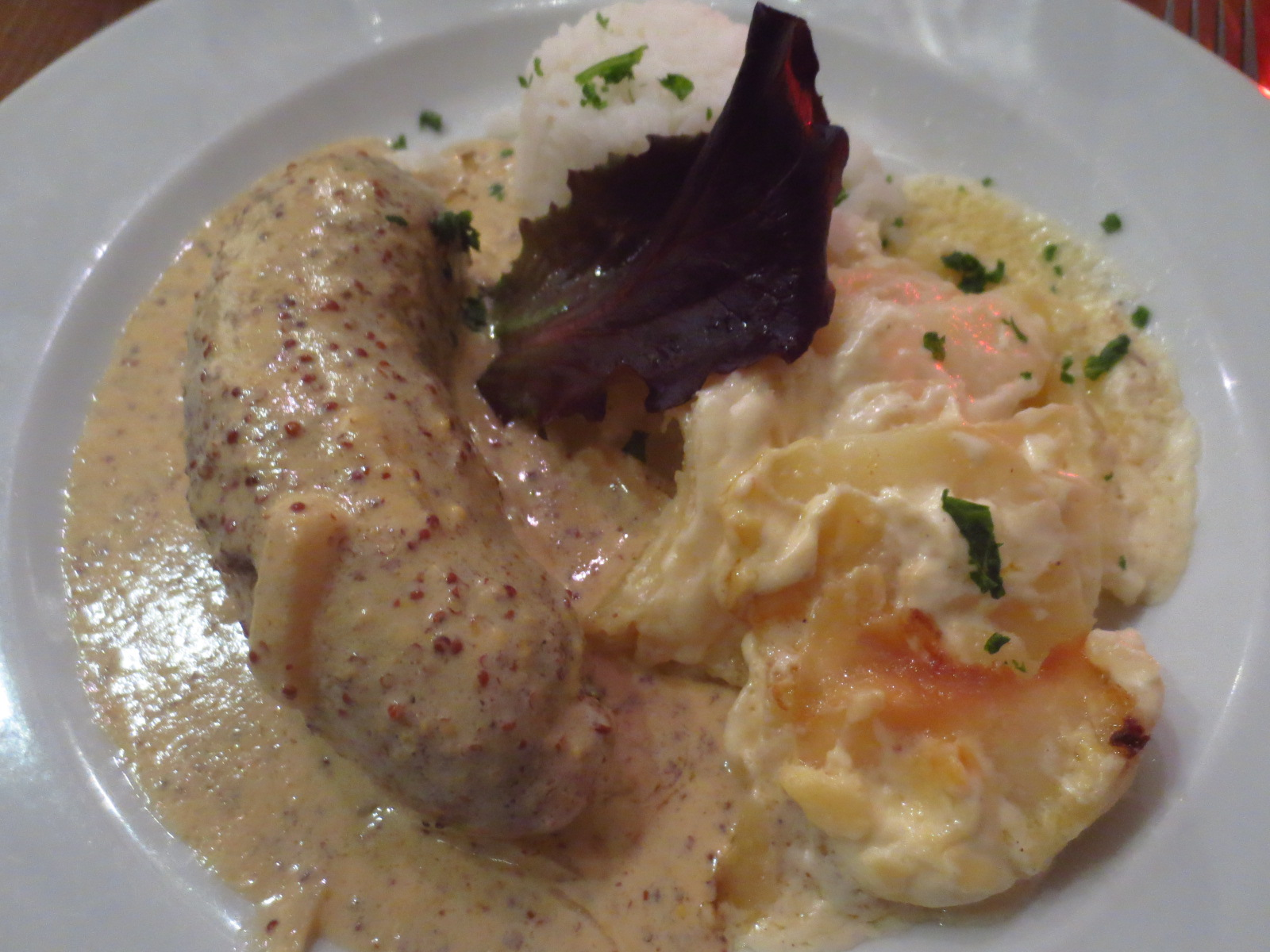
Andouillette lyonnaise, et gratin dauphinois.
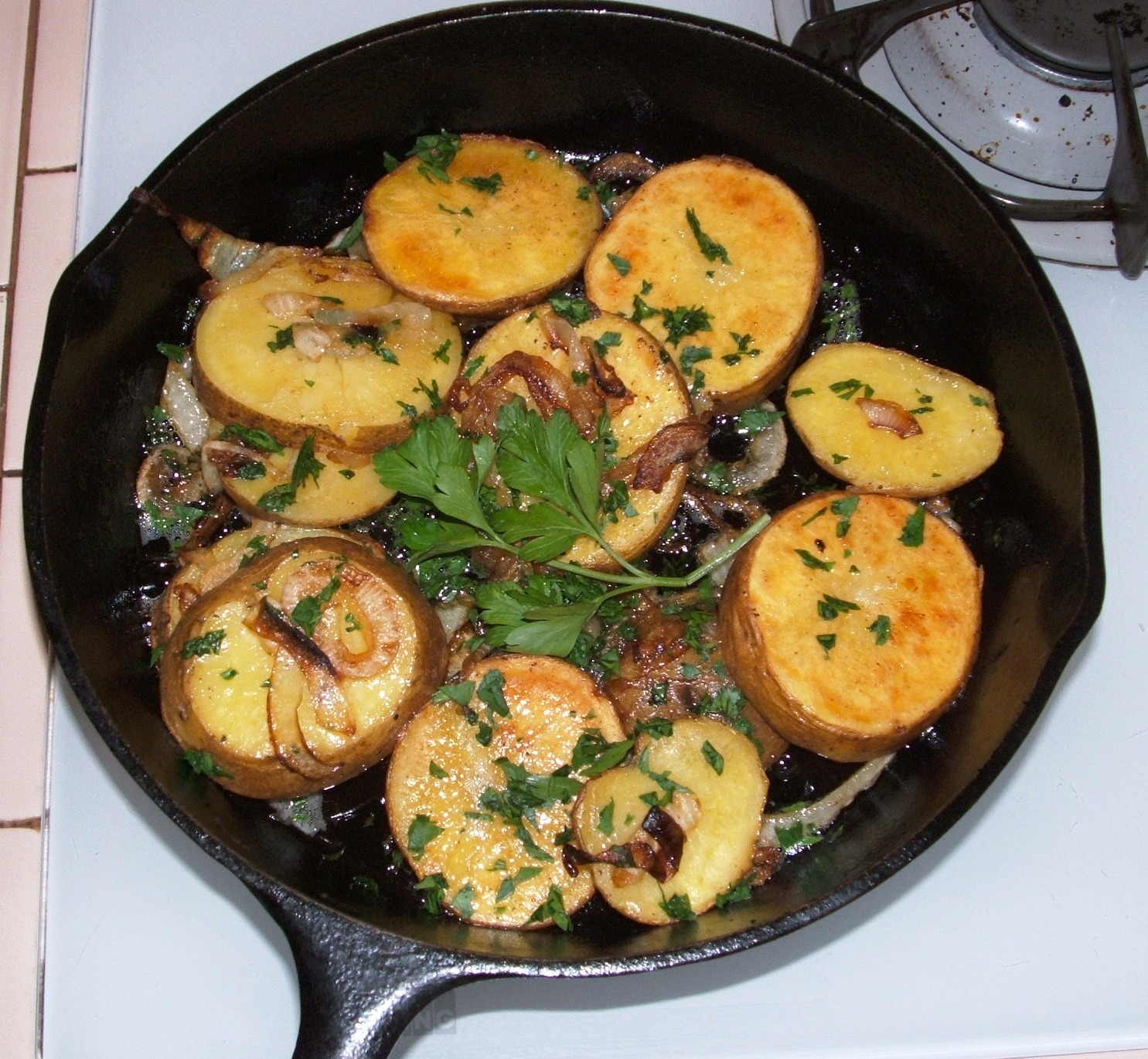
Pommes de terre à la lyonnaise.

### Fromages
Le plateau lyonnais de fromages se compose du saint-marcellin, fromage à pâte molle et à croûte fleurie, spécialité notamment dauphinoise, le saint-félicien, fromage à pâte molle et à croûte fleurie du sud de Lyon, la rigotte, fromage au lait de chèvre (rigotte de Condrieu et rigotte de Pélussin), l'arôme de Lyon et la tomme du Beaujolais.
Parmi les fromages disparus, citons la galette des Monts-d'Or, dont la recette s'est perdue  après le décès du dernier producteur qui possédait le secret de fabrication[réf. nécessaire] et le « fromage de Marolles », fromage carré d'environ dix centimètres de côté que l'on mangeait à la Croix-Rousse. Il semblerait qu'il n'ait pas rapport avec le fromage consommé dans le nord de la France sous le nom de Maroilles dans l'arrondissement d'Avesnes.
La cervelle de canut, ou « claqueret », « tomme daubée », ou encore « sarasson », dans la région stéphanoise, n'est pas un fromage, mais une spécialité à base de caillé frais battu qu'on assaisonne avec du sel, du poivre, de la ciboulette, de l'ail, des échalotes, du vinaigre et de l'huile. On peut également ajouter un petit fromage blanc de chèvre à la préparation. Elle tire son nom des canuts, ouvriers du tissage de la soie à Lyon. On la sert par exemple en accompagnement de charcuterie et de pommes de terre chaudes, mais elle peut aussi se manger directement à la cuiller, sans accompagnement à la fin du repas.

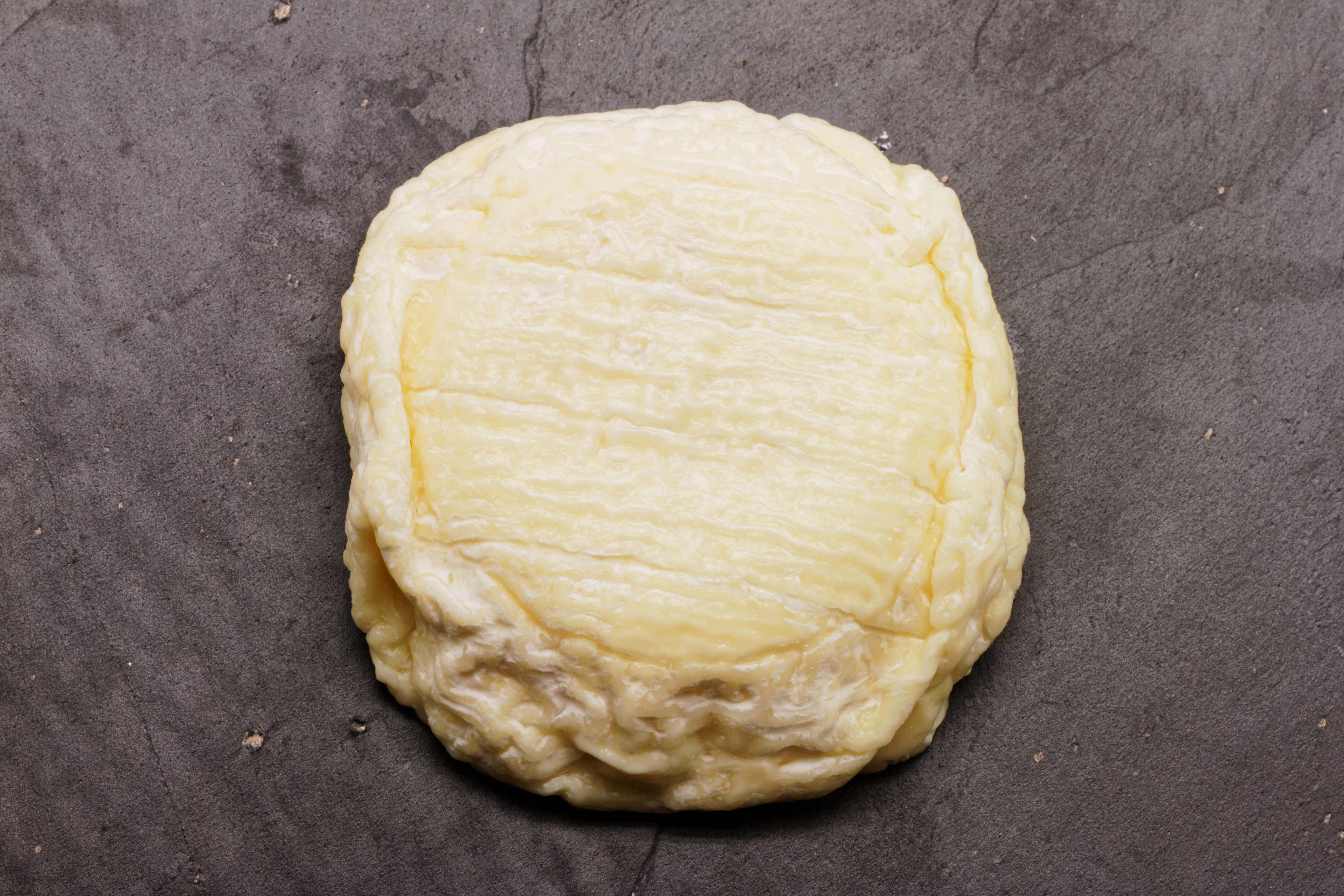
Le saint-marcellin.
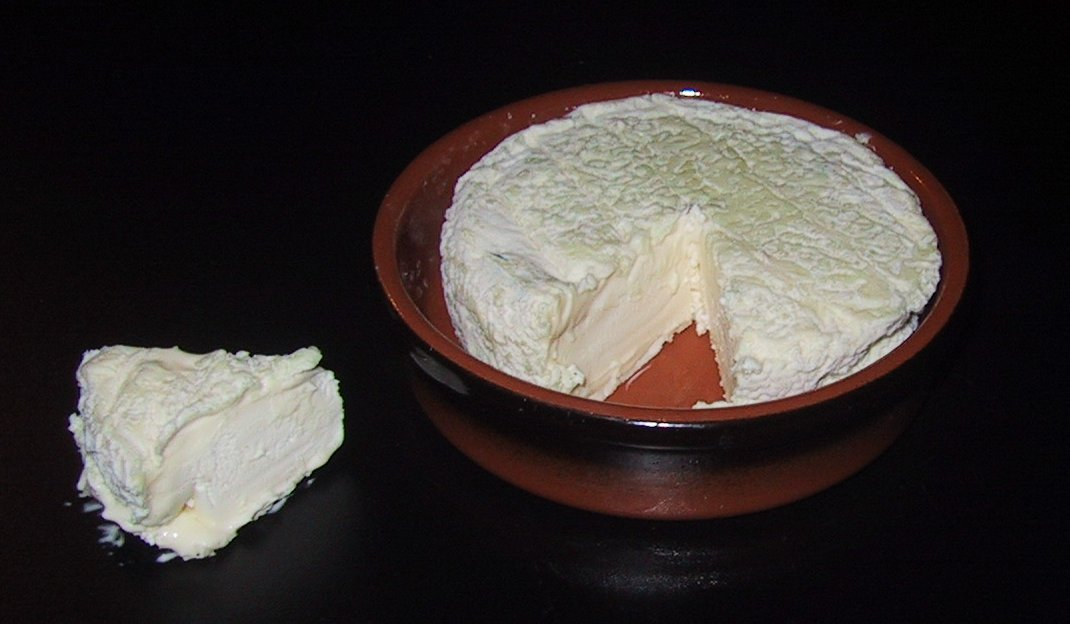
Le saint-félicien.
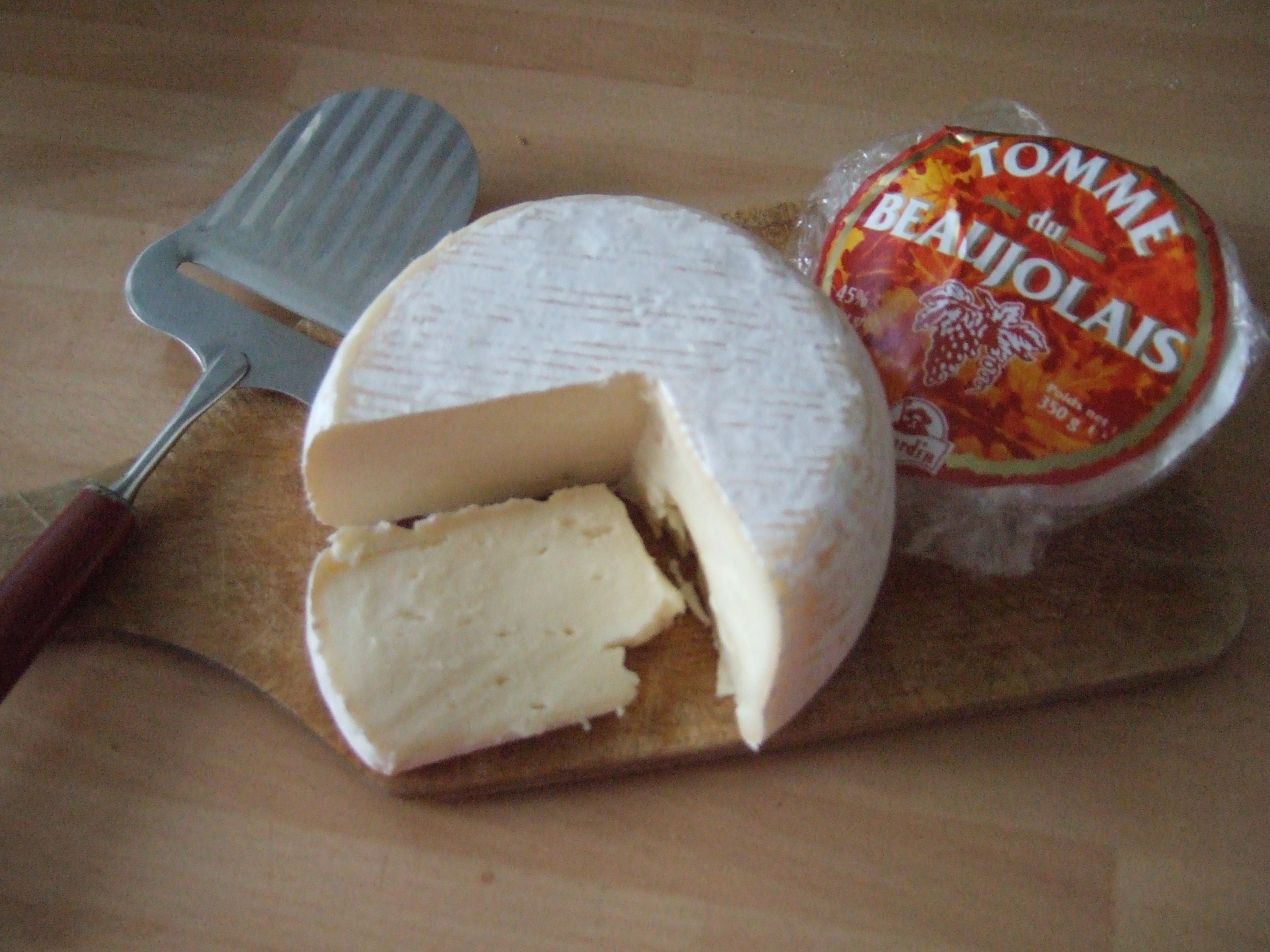
La tomme du Beaujolais.
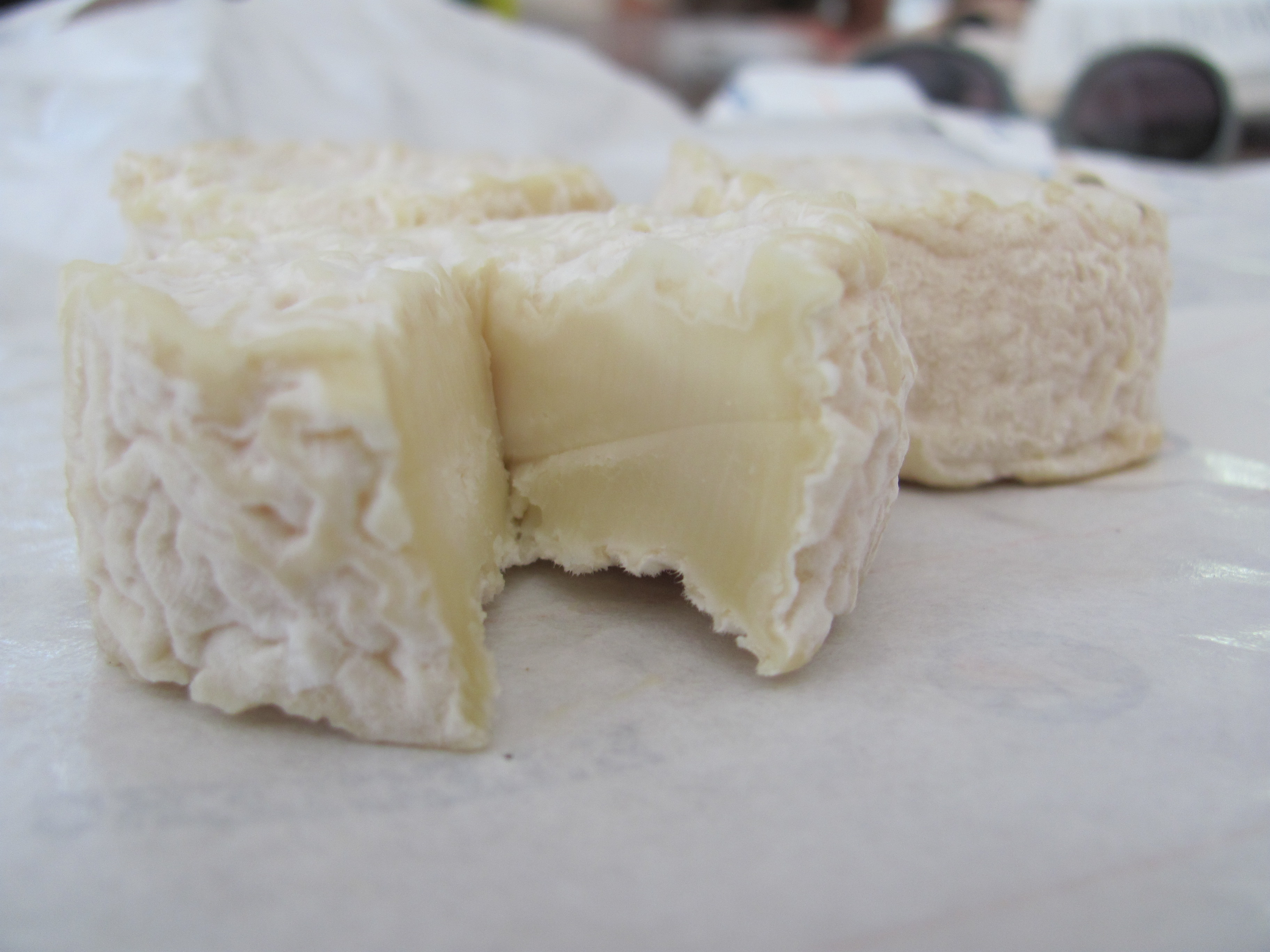
La rigotte de Condrieu.

### Desserts et friandises

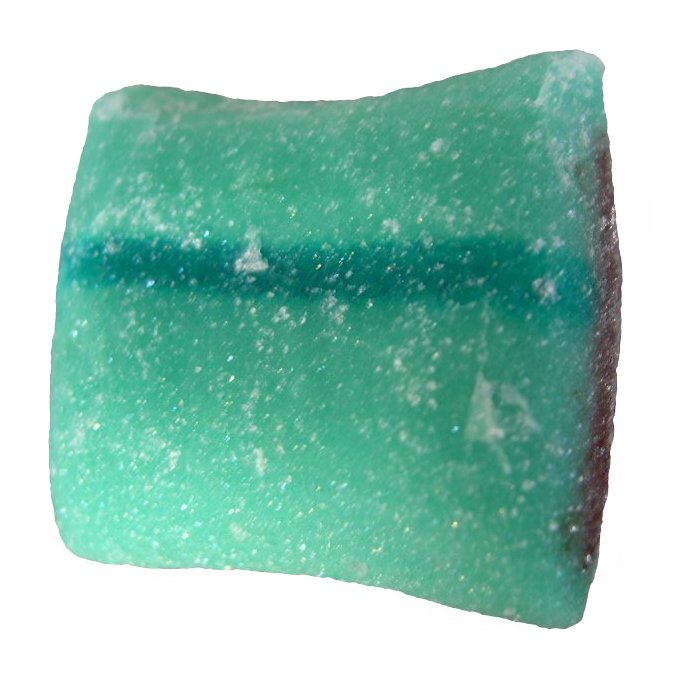
Un coussin de Lyon.

Les boulangeries proposent la pogne, brioche nature parfumée à la fleur d'oranger, originaire de la ville de Romans, dans la Drôme ; le gâteau de Saint-Genix, brioche à la praline, originaire de la ville de Saint-Genix-sur-Guiers en Savoie ; la tarte à la praline et les bugnes, sortes de beignets consommés à l'occasion du Mardi gras. On les désigne notamment sous le nom de « bugnes à l'éperon », à cause de l'outil servant à découper la pâte, qui a la forme d'un éperon de cavalier. On trouve aussi les chaudelets à l'anis, « petit gâteau […] fait avec de la pâte à pain au lait, de l'anis, du raisin de Corinthe et du lait », selon Nizier du Puitspelu dans son dictionnaire, Le Littré de la Grand'Côte. La galette au sucre est une spécialité de Pérouges, dans l'Ain.
Les chocolats Voisin ont créé une friandise à base de pâte d'amande, d'une ganache de chocolat noir et relevé par une touche de Curaçao, les coussins de Lyon. Cette spécialité s'inspire du cocon de Lyon créé par Jean Auberger en 1953. Toutes deux sont inscrites depuis 1960 au registre du Patrimoine National des Spécialités de France. Voisin est aussi à l'origine des quenelles revisitées, en version chocolat (praliné enrobé de chocolat blanc). La maison Bernachon doit sa célébrité à ses chocolats et ses entremets au cacao.
La papillote, petit chocolat plié dans un papier brillant, est la friandise traditionnelle des fêtes de Noël.
Pour finir, si la faim vous guette encore, le matefaim, ou matafan, en parler lyonnais, désigne une sorte de crêpe épaisse. Ce néologisme renvoie à l'expression « mater la faim ».

### Vins et autres boissons
« Lyon est une ville arrosée par trois grands fleuves : le Rhône, la Saône et le beaujolais, qui n'est jamais limoneux ni à sec. »

— Léon Daudet

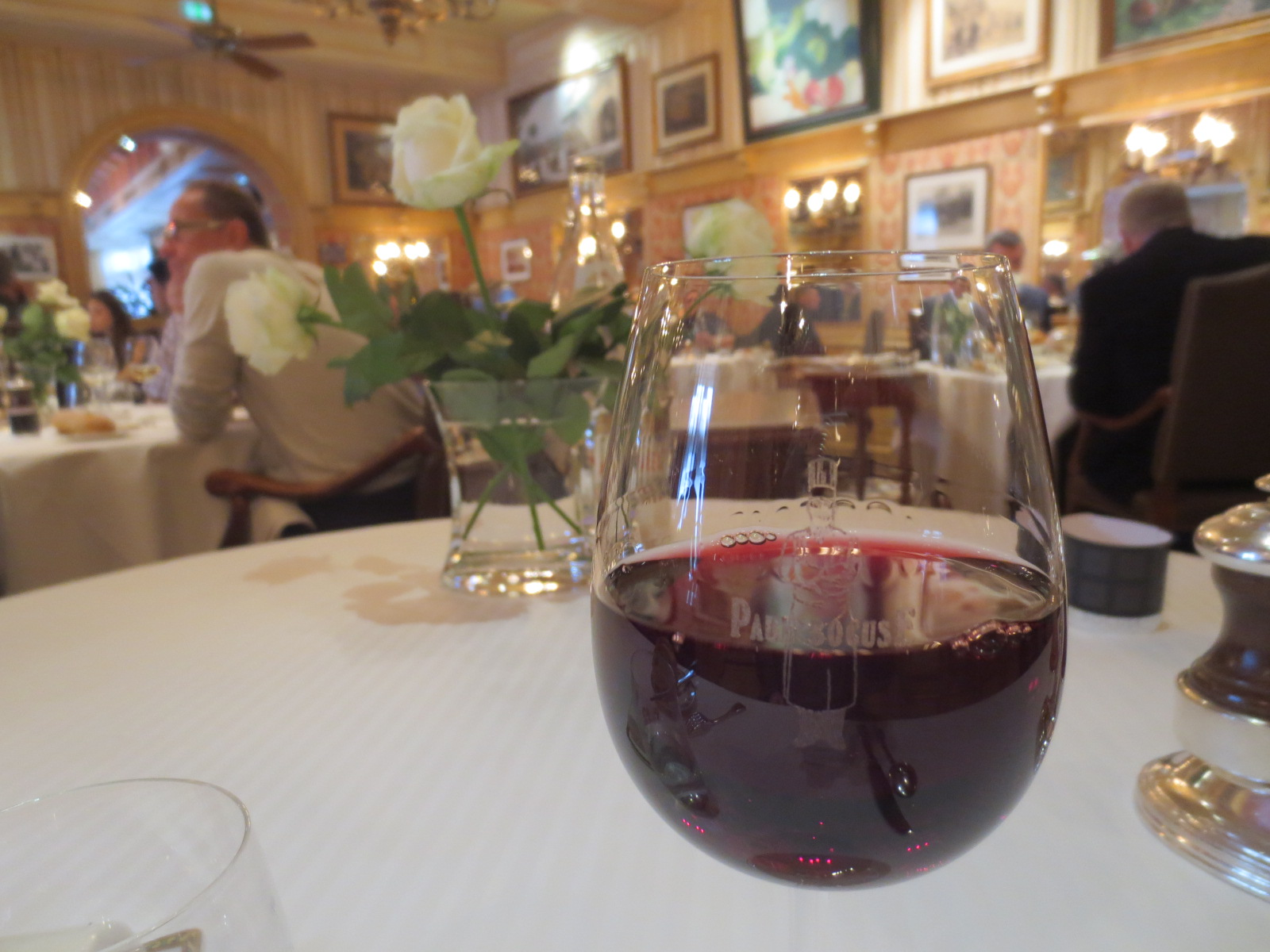
Verre de vin de Côte-rôtie (AOC), gravé Paul Bocuse.

Ces quelques mots de l'écrivain rendent hommage au vin produit dans le vignoble du Beaujolais, célèbre région viticole du nord de Lyon. Si aujourd'hui les vignobles sont parfaitement délimités et les appellations sévèrement contrôlées, il n'en est pas de même selon les époques. Déjà, à l'époque romaine, on a mention des vins consommées dans la région, vins méditerranéens et gaulois. Au Moyen Âge, les vignobles sont aux portes de Lyon : la colline de Fourvière est couverte de vignes, ainsi que les pentes de l'actuel quartier de la Croix-Rousse ou les versants de la colline de Sainte-Foy-lès-Lyon. Décimés par le phylloxéra au XIXe siècle et repoussés par l'urbanisation, les vignobles sont regroupés sur trois ensembles distincts : le beaujolais, les coteaux-du-lyonnais et les Coteaux du Rhône. Dans les restaurants, le vin est servi dans le pot lyonnais d'une contenance de 46 cl. On demandera ainsi un « pot de côtes », pour un pot de Côtes du Rhône, ou un « pot de beaujolais ».

Les vignobles de la vallée du Rhône.

Les vignerons et coopératives viticoles du vignoble du Beaujolais produisent le
beaujolais, un vin rouge essentiellement. Environ 1 % de la production concerne le vin blanc ou le vin rosé. Ce vin utilise exclusivement le cépage gamay. Il existe trois sortes de beaujolais : le beaujolais simple, qui représente la plus grosse partie de la production et qui s'accommode avec tous les types de cuisine, le beaujolais village qui produit des vins précoces et très fruités, et enfin les dix crus du Beaujolais : brouilly, chénas, chiroubles, côte-de-brouilly, fleurie, juliénas, morgon, moulin-à-vent, régnié et saint-amour. Traditionnellement fruités, la plupart des vins du Beaujolais se conservent entre deux et dix ans.

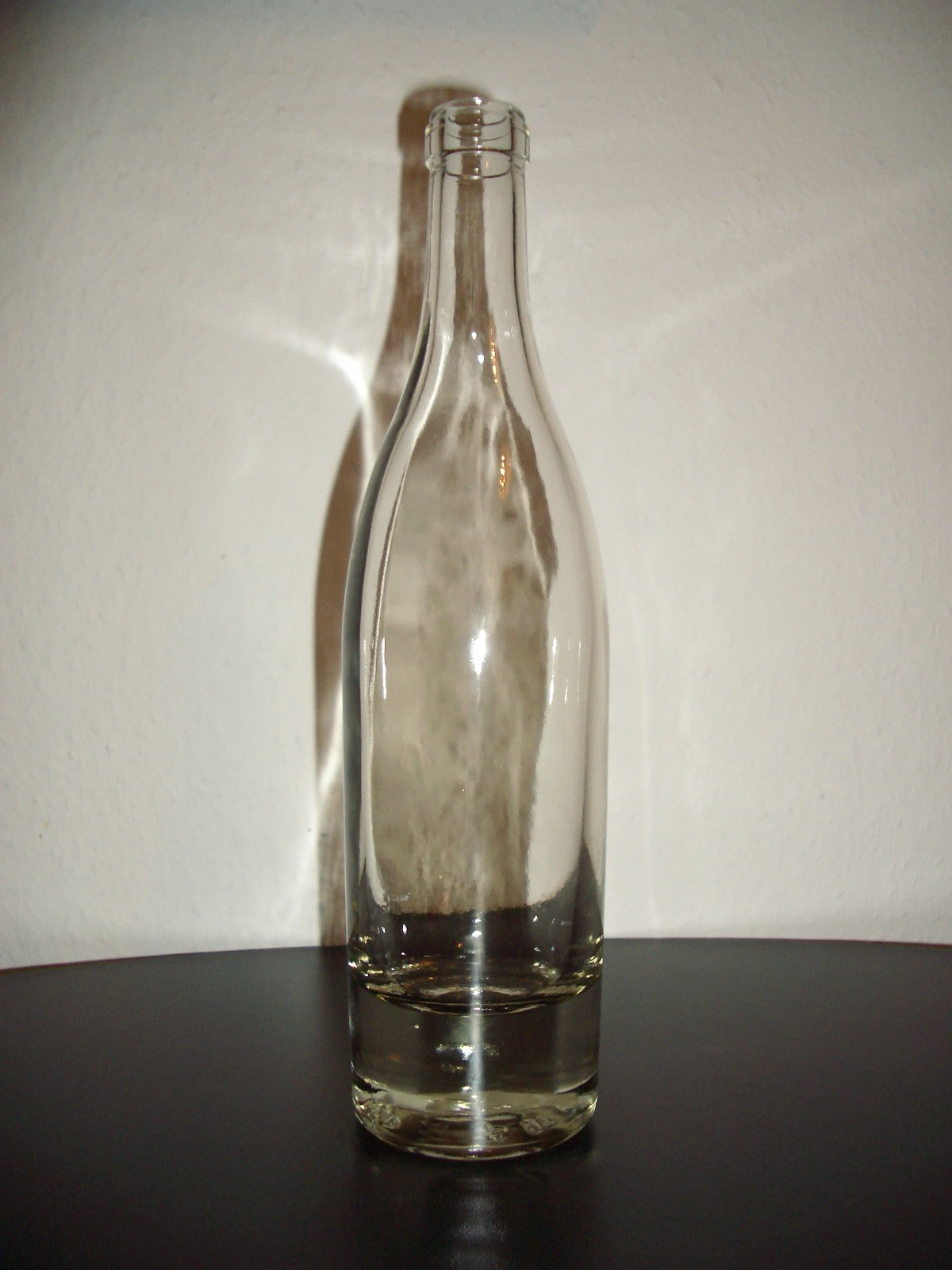
Un pot lyonnais.

Le beaujolais nouveau est un vin primeur consommé tout de suite après la vinification. Il est connu et fêté mondialement le troisième jeudi du mois de novembre et suscite de nombreuses fêtes à minuit le jour de son arrivée, notamment lors de la fête des Sarmentelles, à Beaujeu, capitale historique du Beaujolais et à Lyon.
L'appellation coteaux-du-lyonnais est créée en 1984. La région entre les localités de l'Arbresle et de Brignais produit un vin utilisant le même cépage que le beaujolais aux notes méditerranéennes plus prononcées.
Le vignoble de la vallée du Rhône couvre une aire de près de 80 000 hectares et produit différents vins. Parmi ceux que l'on trouve le plus fréquemment à Lyon, on peut citer pour les vins rouges, la côte-rôtie, le crozes-hermitage, le saint-joseph et le cornas et, pour les vins blancs, le condrieu.
Mentionnons enfin une sorte de liqueur, la gentiane lyonnaise, prise en apéritif ou en digestif, ainsi que le vin de noix ou le vin de pêches de Vourles qui se consomment pendant le repas.

## Dans la culture populaire

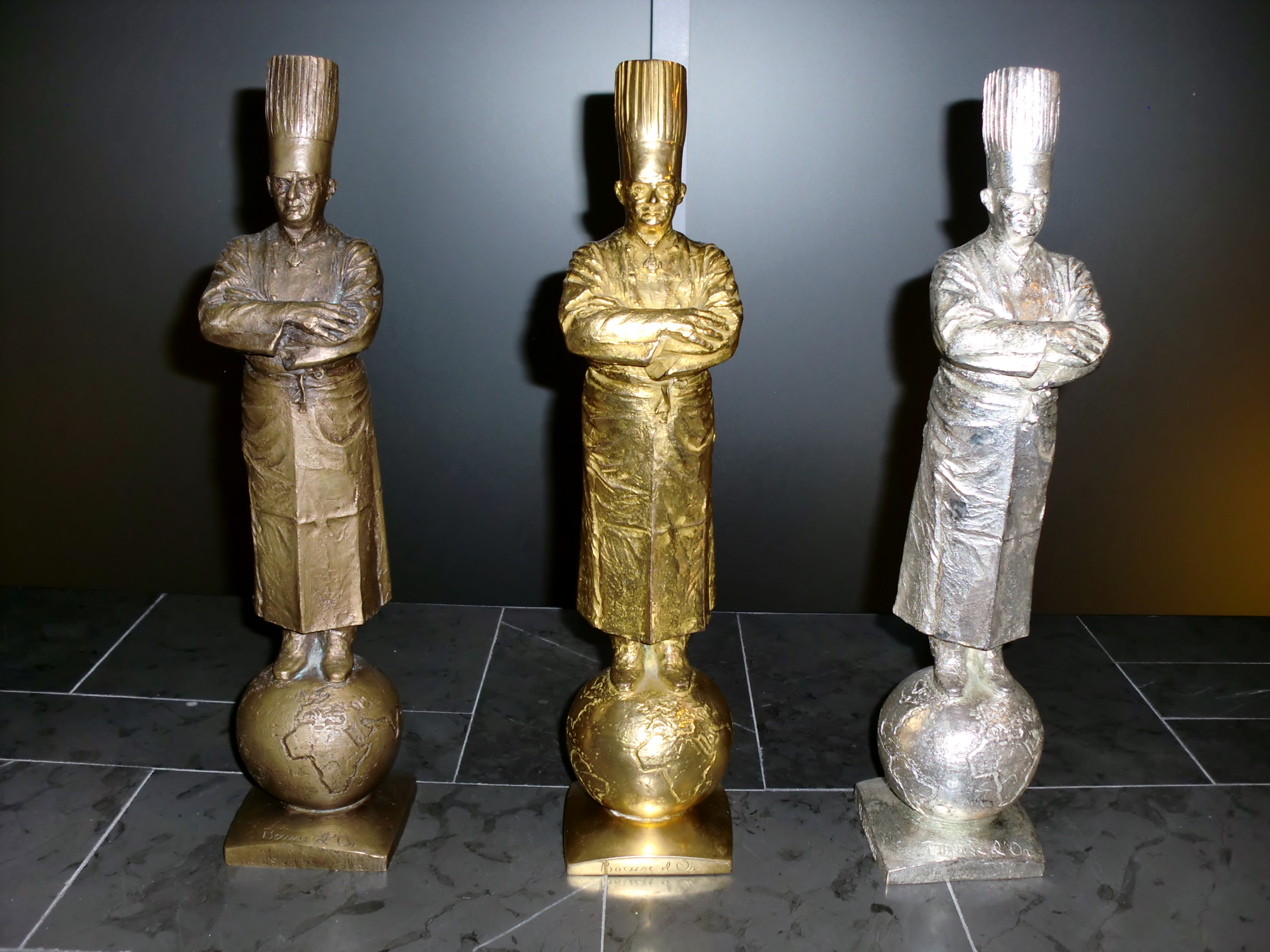
Concours mondial de la cuisine Bocuse d'Or de Paul Bocuse, à Lyon

Par analogie avec les cuisinières, mentionnons une figure du folklore lyonnais, la mère Cottivet. C'est un personnage incarné par le comédien Périgot-Fouquier. Il a pour partenaire sa propre épouse qui incarne madame Craquelin. Ils sont connus pour leurs apparitions humoristiques sur la radio régionale, puis à la télévision dans les années 1950 et 1960. La mère Cottivet use d'un pataquès pour désigner son adresse : elle dit habiter au « cent moin'un » (cent moins un) de la montée de la Grande Côte, où il faut bien sûr comprendre, au « quatre-vingt-dix-neuf ». Son parler emploie de nombreuses références à la cuisine lyonnaise comme dans son expression qui clôture ses chroniques du mercredi : « À “mercredi” que “vint” mes belins belines. » Nizier du Puitspelu, dans son dictionnaire du parler lyonnais, Le Littré de la Grand'Côte, indique que le terme « belin » désigne au sens premier un agneau et, par extension, s'applique volontiers aux enfants, comme dans l'exemple culinaire : « Veux-tu une rôtie de crasse de beurre, mon petit belin ? » Aujourd'hui, un restaurant de la rue du Palais-Grillet s'est baptisé du nom de ce personnage.
La bande dessinée fait référence à la cuisine lyonnaise dans Le Tour de Gaule d'Astérix. Les Gaulois sont enfermés dans leur village par les Romains qui construisent une palissade. Par défi envers le général Lucius Fleurdelotus, ils font le pari d'entreprendre un tour de Gaule pour ramener des spécialités culinaires de chaque région et de l'inviter à un grand banquet final pour lui prouver qu'ils n'auront pas menti. Leur voyage mène les deux guerriers Astérix et Obélix à passer, entre autres, à Lugdunum, aujourd'hui Lyon. Le préfet Encorutilfaluquejelesus réunit ses collaborateurs pour les empêcher de poursuivre leur pari. Une bulle montre un des habitants gaulois ayant assisté à cette réunion prévenir un de ses compatriotes, Beaufix, qui décide d'aider les Gaulois : la ruse des habitants parvient à perdre la garnison dans les ruelles, une allusion aux traboules. Les Gaulois se voient offrir des spécialités lyonnaises quand ils quittent la ville : du saucisson et des quenelles. Le saucisson de Lugdunum apparaît à la fin de l'épisode quand ils font le détail de ce qu'ils ont ramené de leur tour.

### Filmographie
- Hubert Knapp, Croquis lyonnais, 29 min, 1957. Avec les témoignages de Lyonnais de naissance : Léon, patron d'un bouchon lyonnais, et la mère Andrée dans ses cuisines préparant une sauce de quenelles au beurre d'écrevisses.